# Cher
Cher (ur. jako Cheryl Sarkisian 20 maja 1946 w El Centro w Kalifornii) – amerykańska piosenkarka, aktorka, pisarka, biznesmenka, komiczka, tancerka, projektantka mody, modelka, filantropka, producentka muzyczna, autorka tekstów i prezenterka telewizyjna. Często określana przez media mianem Bogini Popu (ang. Goddess of Pop).
Zyskała popularność w 1965, śpiewając w duecie Sonny & Cher. Wydany w tym samym roku utwór „I Got You Babe”, będący symbolem ruchu hippisowskiego w USA, wyrażający bunt dzieci-kwiatów, dotarł na pierwsze miejsce amerykańskich i brytyjskich list przebojów. Pod koniec 1967 zespół sprzedał 40 milionów płyt na całym świecie i zgodnie z określeniem magazynu Time stał się „parą gatunku”. Równocześnie rozpoczęła karierę solową, wydając w 1966 swój pierwszy singiel „Bang Bang (My Baby Shot Me Down)”, który sprzedał się w nakładzie miliona kopii. Pod koniec dziesięciolecia stała się osobowością telewizyjną i występowała w programie The Sonny & Cher Comedy Hour, oglądanym przez 30-milionową publiczność, za który otrzymała nagrodę Złoty Glob.
Na początku lat osiemdziesiątych zagrała kilku filmach, jak Silkwood, Maska oraz Wpływ księżyca. Za ten ostatni otrzymała Oscara oraz Złoty Glob za rolę najlepszej aktorki pierwszoplanowej. Następnie ożywiła karierę muzyczną, nagrywając serię albumów i singli rockowych, które dominowały na światowych listach przebojów: „If I Could Turn Back Time”, „I Found Someone” oraz „The Shoop Shoop Song (It’s in His Kiss)”. W 1998 wydała album Believe, który okazał się dotychczas największym sukcesem w jej karierze. Tytułowy singiel „Believe” przez tygodnie nie schodził z pierwszego miejsca na światowych listach przebojów, w tym również w Polsce. Sam album sprzedał się w nakładzie 12 milionów egzemplarzy na całym świecie.
W 2002 wyruszyła, jak sama twierdziła, w ostatnią trasę koncertową Living Proof: The Farewell, która znalazła się Księdze Rekordów Guinnessa jako najdłuższa trasa koncertowa w historii Stanów Zjednoczonych. W 2008 powróciła na scenę w Koloseum Cesar Palace w Las Vegas. W 2010 wystąpiła w filmie Burleska. Po 12 latach wydała kolejny album muzyczny Closer to the Truth, który był najbardziej udanym debiutem komercyjnym w jej karierze. Album promowała trasa koncertowa Dressed to Kill. W 2018 wróciła do kina, by wystąpić w filmie Mamma Mia: Here We Go Again!. Konsekwencją debiutu filmowego było wydanie albumu Dancing Queen. We wrześniu 2018 wyruszyła w pierwszą od 13 lat trasę koncertową Here We Go Again po Australii oraz Nowej Zelandii, która od 2019 jest kontynuowana w Stanach Zjednoczonych oraz Europie.
Dysponuje charakterystycznym kontraltowym głosem. Ma na swoim koncie Oscara, 3 Złote Globy, Emmy, Grammy oraz Złotą Palmę uzyskaną na Festiwalu Filmowym w Cannes. Jest jedyną kobietą w historii, która zdobyła wszystkie te nagrody. Ponadto wyróżniona została nagrodami: Legend Award, Icon Award, CFDA Award oraz Kennedy Center Honors za nadzwyczajny wkład w kulturę i sztukę. Jest jedyną osobą w historii, która miała hit na pierwszym miejscu Billboard w każdej z siedmiu dekad, począwszy od lat 60. do 2023 oraz najstarszą kobietą, która zdobyła szczyt listy Billboard Hot 100 oraz UK Singles Chart. W 2024 wprowadzona została do Rock and Roll Hall of Fame.
Poza swoją działalnością muzyczną i filmową jest znana ze swoich poglądów politycznych, filantropii, aktywizmu społecznego oraz prowadzonej profilaktyki na rzecz HIV/AIDS. Uchodzi za jedną z najważniejszych ikon społeczności LGBT.
Słynie z przyjmowania ekstrawaganckich stylów podczas trwającej nadal sześć dekad kariery, a także pracy w wielu dziedzinach rozrywki, czym ugruntowała sobie pozycję jako jednej z najbardziej wpływowych osób w światowej popkulturze. Szacuje się, że sprzedała na świecie ponad 200 milionów płyt.

## Wczesne lata
Urodziła się w El Centro w Kalifornii, jest córką Johna Sarkisiana i Georgii Holt. Jej ojciec był amerykańsko-ormiańskim kierowcą ciężarówki parającym się handlem narkotykami oraz hazardem, a matka, mająca pochodzenie angielskie, francuskie, niemieckie, irlandzkie, duńskie oraz czirokeskie, była podrzędną modelką i nierokującą sukcesu aktorką. Związek jej rodziców był burzliwy i para rozwiodła się, gdy Cher miała 10 miesięcy. Jej matka wyszła później za mąż za aktora Johna Southalla, z którym miała kolejną córkę Georgiannę, przyrodnią siostrę Cher.

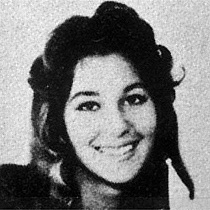
Cher, 1960

Mieszkając w Los Angeles, matka Cher zaczęła zarabiać na utrzymanie rodziny, pracując jako kelnerka. Mimo że małżeństwo Holt z Southallem zakończyło się, gdy Cher miała 9 lat, uważała go za dobrego ojca, który „stawał się agresywny, gdy za dużo wypił”. W związku z tym, iż Holt była jeszcze kilkukrotnie zamężna, przeprowadzała się z córkami po całym kraju (Nowy Jork, Teksas, Kalifornia). W tym czasie Holt musiała umieścić Cher w sierocińcu i chociaż widywały się codziennie, było to najbardziej traumatyczne wydarzenie w ich życiu.
Członkowie rodziny dowiedzieli się o zdolnościach artystycznych Cher, gdy dziewczyna w piątej klasie wyprodukowała przedstawienie Oklahoma! dla nauczyciela oraz klasy. Zorganizowała grupę dziewcząt, reżyserując i układając choreografię. Nie udało się jej przekonać chłopców do wzięcia udziału w przedstawieniu, w związku z tym sama zagrała role męskie. W wieku 11 lat miała niezwykle niską barwę głosu. Zafascynowana Audrey Hepburn, szczególnie jej rolą w filmie Śniadanie u Tiffany’ego, zaczęła przybierać niekonwencjonalne stroje i zachowania swojej idolki. Była rozczarowana brakiem ciemnowłosych, hollywoodzkich aktorek, które mogła naśladować. Od dzieciństwa pragnęła sławy, lecz miała świadomość, że jest nieatrakcyjna, a jej możliwości wokalne nie są dobrze rozwinięte
W 1961 Holt poślubiła dyrektora banku Gilberta LaPierre’a, który adoptował Cher, zmieniając jej nazwisko na LaPierre. Zapisał ją do prywatnej szkoły Montclair Prep w Encino, do której uczęszczali uczniowie z zamożnych rodzin. Taka szkoła była dla niej wyzwaniem, ponieważ Cher wyróżniała się spośród innych zarówno wyglądem, jak i ekscentryczną osobowością. Kolega z klasy na jej widok stwierdził: „Nigdy nie zapomnę widoku Cher po raz pierwszy, była taka wyjątkowa... Była jak gwiazda filmowa, wtedy i tam... Powiedziała, iż będzie gwiazdą filmową, a my wiedzieliśmy, że uda się jej to osiągnąć”. Mimo że Cher nie była doskonałą uczennicą (w wieku 30 lat zdiagnozowano u niej dysleksję), uchodziła za osobę inteligentną i kreatywną. Rozgłos w szkole uzyskała poprzez zabawianie innych w czasie przerwy, śpiewanie w czasie lunchu czy noszenie obcisłych bluzek odsłaniających pępek. Cher stwierdziła: „Tak naprawdę nigdy nie byłam w szkole. Cały czas zastanawiałam się kiedy dorosnę i będę sławna.” W tamtym czasie utrzymywała sporadyczne relacje z Warrenem Beatty.

## Kariera

### 1962–1965: Początki
Mając 16 lat, opuściła dom i wyruszyła z przyjaciółką do Los Angeles, gdzie podjęła studia aktorskie oraz pracę tancerki w lokalnym klubie przy Bulwarze Zachodzącego Słońca w Hollywood. Według biografki Connie Berman, „Cher nie wahała się podejść do kogokolwiek, kto mógłby pomóc jej zawiązać nowy kontrakt lub zaprosić na przesłuchanie”.

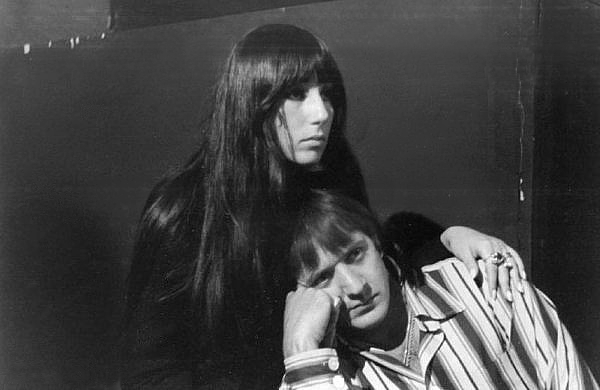
Cher i Sonny Bono, 1966

W listopadzie 1962 podczas nagrywania Wall of Sound dla wytwórni płytowej Phila Spectora spotkała Sonny’ego Bono, początkującego kompozytora i producenta nagrań. Niebawem przyjaciółka Cher opuściła ich wspólne mieszkanie, a ona sama przyjęła propozycję zamieszkania z Bono. Następnie została zaproszona przez Spectora do udziału w wyprodukowanym przez niego pierwszym singlu „Ringo, I Love You”, w którym wystąpiła pod pseudonimem Bonnie Jo Mason. Sonny i Cher stali się bliskimi przyjaciółmi i dla potwierdzenia swojej nierozłączności 27 października 1964 przeprowadzili własną, nieoficjalną ceremonię ślubną w pokoju hotelowym w Tijuana w Meksyku. Chociaż Sonny pragnął, by Cher rozpoczęła solową karierę piosenkarki, zachęcał ją do wspólnych występów, gdyż nie potrafiła poradzić sobie z tremą. W listopadzie 1964 pojawili się na scenie jako duet Cesar & Cleo, wydając dobrze przyjęte przez publiczność utwory „Do You Wanna Dance?”, „Love Is Strange” i „Let the Good Times Roll”. Pod koniec roku Cher podpisała kontrakt z wytwórnią Liberty Records, a Bono został producentem. Nagrany przez nich singiel „Dream Baby” podbił lokalne radia w Los Angeles.
W 1965 wydała pierwszy, solowy album studyjny pt. All I Really Want to Do, który dotarł do 16. miejsca na liście Billboard 200 i pozostał tam przez pół roku.

### 1965–1967: Wzrost popularności Sonny & Cher
W 1965 duet zmienił nazwę na Sonny & Cher i podpisał kontrakt z wytwórnią Reprise Records, która wydała ich pierwszy wspólny singiel „Baby Do not Go”. Utwór odniósł sukces i zajął 8. miejsce na Billboard Hot 100. Następnie zostali zatrudnieni przez wytwórnię Atco Records, w której wydali pierwszy album pt. Look at US. Krążek przez osiem tygodni z rzędu pozostawał na drugim miejscu Billboard 200, a promujący go singiel I Got You Babe dotarł do pierwszego miejsca Billboard Hot 100 i stał się „jednym z najbardziej oczekiwanych utworów dekady”. Magazyn „Rolling Stone” umieścił go w 2003 wśród 500 najlepszych utworów wszech czasów. Gdy piosenka znokautowała Beatlesów na brytyjskich listach przebojów, nastolatki zaczęli naśladować styl mody Sonny’ego i Cher – nosili takie same dzianinowe spodnie w paski, pomarszczone koszule i futrzane kamizelki. 

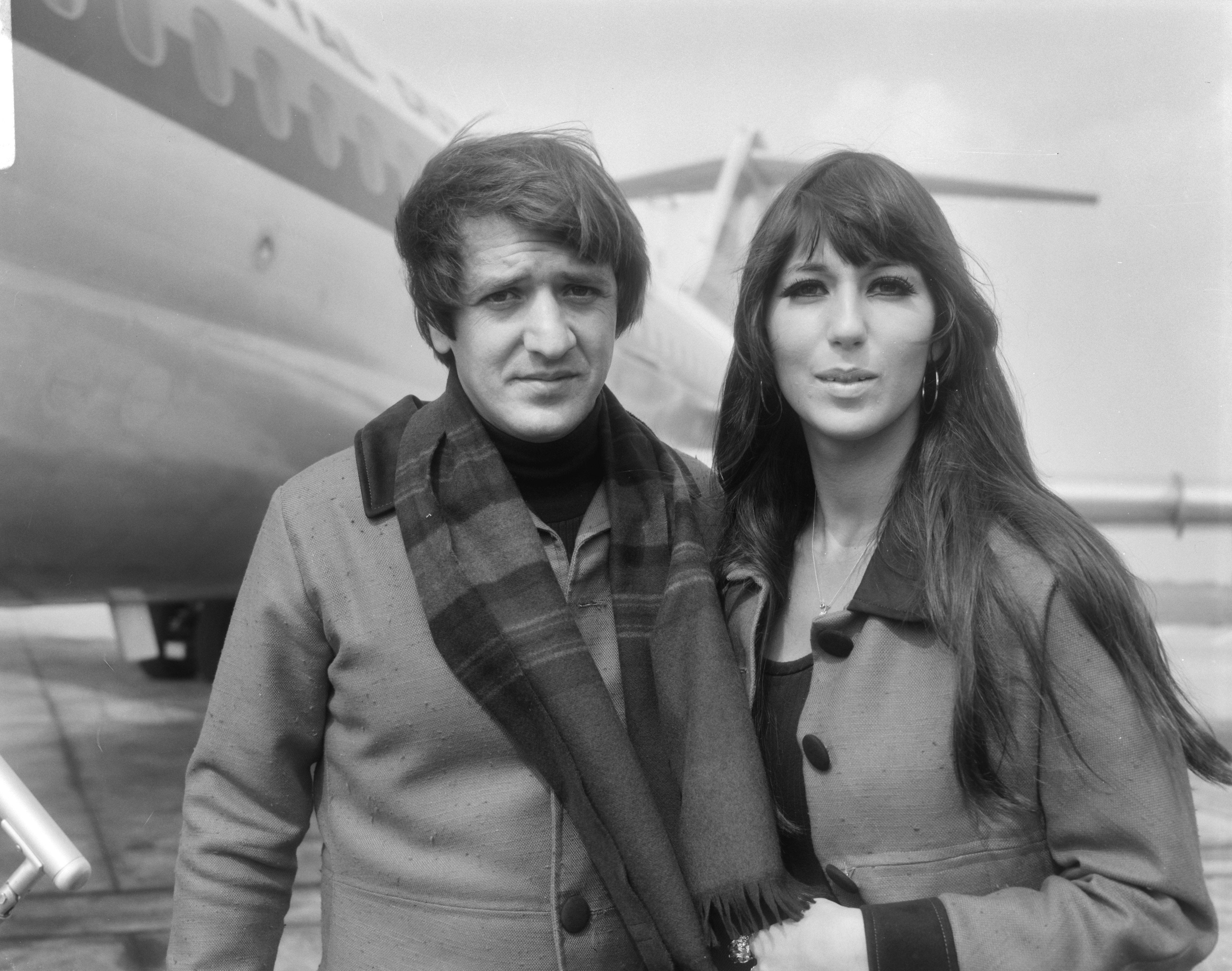
Sonny i Cher w Amsterdamie, 1966

Twórczość Sonny’ego i Cher stała się popularna w całych Stanach Zjednoczonych. Ich 10 utworów, w tym pięć singli, znalazło się na liście najlepszych 40 utworów Billboard w latach 1965–1972: „I Got You Babe”, „Baby Don’t Go”, „The Beat Goes On”, „All I Ever Need Is You”, oraz „A Cowboy’s Work Is Never Done”. W pewnym momencie mieli jednocześnie pięć utworów powyżej 50. miejsca na liście Billboard, co udało się osiągnąć tylko Elvisowi Presleyowi oraz Beatlesom. Pod koniec 1967 sprzedali na całym świecie ponad 40 milionów płyt.
Jesienią 1965 Cher pojawiła się w programie The Ed Sullivan Show, w którym została przedstawiona jako „Chur”. Od tego czasu piosenkarka zaczęła pisać swój pseudonim z ostrym akcentem: Chér. Niebawem duet zaczął pojawiać się w innych programach telewizyjnych takich jak: American Bandstand, Hollywood Palace, Beat Club, Hullabaloo i Shinding!. Cher, by ukryć swoją tremę, sporadycznie potrząsała włosami Sonny’ego Bonno, co stało się gestem rozpoznawalnym pary.
Samodzielne wydawnictwa Cher spowodowały, że jej kariera solowa stała się konkurencyjna względem duetu Sonny & Cher. W latach 1966–1967 wydawała trzy albumy: The Sonny Side of Chér, Chér i With Love, Chér. Wśród nich wyróżnił się utwór „Bang Bang (My Baby Shot Me Down)”, który zajął 2. miejsce na liście Billboard Hot 100 i stał się pierwszym singlem Cher, który przekroczył milion sprzedanych egzemplarzy. Nagrana przez Cher piosenka „Alfie” do filmu o tym samym tytule w 1967 została nominowana do Oscara za najbardziej oryginalny utwór.

### 1967–1970: Debiut filmowy i pierwsze małżeństwo
Lata 60. dobiegały końca, a monogamia Sonny’ego i Cher, będąca przeciwieństwem panującej w tym czasie rewolucji seksualnej w USA oraz stylu życia wolnego od narkotyków i psychodelii, nie przystawały do trendu zapoczątkowanego przez kulturę hard rocka. Według biografki Berman „ciężkość brzmienia takich grup jak Jefferson Airplane czy Cream sprawiło, że folk-rockowa muzyka Sonny’ego i Cher wydawała się być nijaka”. Próbując pozyskać młodą publiczność duet wystąpił w filmie Good Times, który komercyjnie okazał się porażką.
Cher, kontynuując swoją karierę solową, wydała w 1968 oraz 1969 odpowiednio albumy Backstage oraz 3614 Jackson Highway, które spotkały się z uznaniem ze strony krytyków muzycznych, jednakże nie ze strony publiczności. W 1969 została usunięta z wytwórni muzycznej Imperial Records. Ponadto para została wyrzucona z Atco Records, jednak wytwórnia zaproponowała Cher kontrakt na nowy album solowy. Równocześnie Sonny spotykał się z innymi kobietami, a ich związek zaczął się rozpadać. Według magazynu „People” Sonny desperacko próbował odzyskać Cher, mówiąc, że chce się z nią ożenić i założyć rodzinę. Oficjalnie zawarli małżeństwo po tym, jak 4 marca 1969 urodziła się ich córka Chastity Bono (później Chaz Bono).
Tego samego roku duet wydał 500 tysięcy dolarów i zastawił dom, aby nakręcić film Chastity. Sonny wspominał, że po zakończeniu realizacji zdjęć para wracała do swojej rezydencji w Hollywood, która była całkowicie pusta w środku. Napisany i wyreżyserowany przez Bono film opowiada historię młodej kobiety, granej przez Cher, poszukującej sensu życia. Film nie odniósł sukcesu komercyjnego, jednakże niektórzy krytycy filmowi zauważyli w Cher zalążki talentu aktorskiego. Magazyn Cue napisał: „Cher ma tak wspaniały głos, który sprawia, że często zapominasz o słowach, które słyszysz”. Para próbując zwrócić na siebie utraconą uwagę publiczności, występowała w klubach nocnych w Las Vegas.

### 1970–1974: Odrodzenie w telewizji i muzyczny powrót
Po tym jak w 1970 szef BBC zobaczył gościnny występ duetu Sonny & Cher w programie The Merv Griffin Show, zaproponował im własny program komediowy. The Sonny & Cher Comedy Hour miał premierę 1 sierpnia 1971 i składał się pierwotnie z sześciu odcinków. Repertuar odniósł ogromny sukces i zaczęto kręcić odcinki bez ograniczeń. Każdorazowo show oglądało średnio 30 milionów ludzi podczas 3-letniej emisji. Program otrzymał 12 nominacji do nagrody Emmy i wygrał jedną w kategorii dla najlepszego reżysera. Program był chwalony za poczucie humoru; Cher wyśmiewała Sonny’ego, nawiązując do jego wyglądu i niskiego wzrostu. Według biografki Connie Berman „para promieniowała aurą radości, czułości i ciepła, która dodatkowo zwiększała ich atrakcyjność. Widzowie byli jeszcze bardziej zadowoleni, gdy w serialu pojawiała się mała Chastity. Wyglądali jak idealna rodzina”. Dzięki udziałowi w tym programie, Cher szkoliła swoje umiejętności grania komicznych postaci takich jak: przerażona gospodyni Laverne, sarkastyczna kelnerka Rosa, a ponadto inne historyczne kobiety, jak: Kleopatra i panna Sadie Thompson. Sukienki, które nosiła były atrakcją dla odbiorców i wpłynęły na styl ubierania się kobiet w siódmej dekadzie XX wieku.

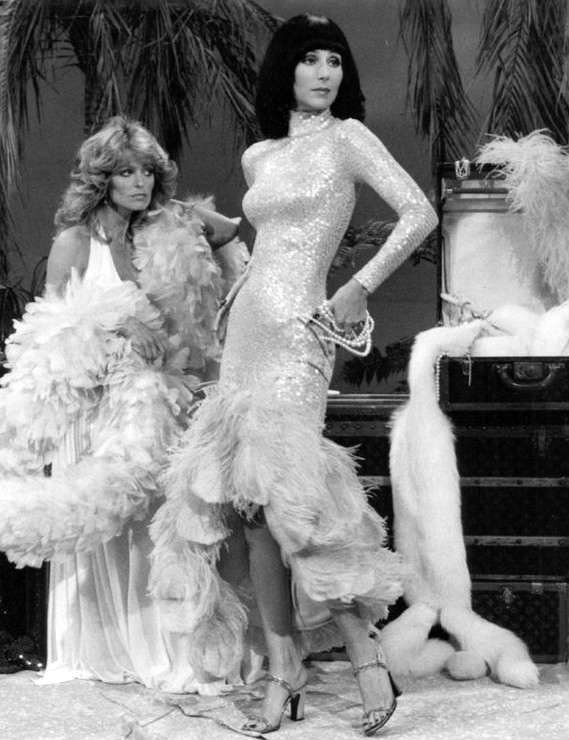
Cher (po prawej) z Farrah Fawcett w The Sonny & Cher Comedy Hour

W 1971 Sonny i Cher podpisali kontrakt z wytwórnią MCA Records, a Cher wydała singiel „Classified 1A”, w którym śpiewa o historii żołnierza, wykrwawiającego się na śmierć podczas wojny w Wietnamie. Utwór został napisany przez Sonny’ego, który czuł, że jej pierwszy singiel na albumie musi być przejmujący i aktualny. Piosenka została odrzucona przez programistów radiowych jako niekomercyjna.
Wobec tego, że kariera Cher nie rozwijała się, wytwórnia MCA Records zatrudniła do współpracy producenta nagrań dźwiękowych Stuffa Garetta. Wyprodukowany singiel „Gypsys, Tramps & Thieves” okazał się być sukcesem i dotarł do pierwszego miejsca na listach przebojów w USA. Billboard określił utwór mianem „jednej z największych piosenek XX wieku”. Krytycy uznali Cher za osobę „bardziej dojrzałą, pewną siebie i potężną artystkę, z dużą skłonnością do interpretacji”. Drugi singiel z tej samej płyty „The Way of Love” dotarł do ósmego miejsca na liście Billboard Hot 100. Album „Gypsys, Tramps & Thieves” został wydany w 1971 i osiągnął 16. miejsce na liście Billboard 200, pozostając tam przez 45 tygodni.
W 1972 Cher wydała album Foxy Lady, na którym zademonstrowała swoje możliwości wokalne. Po wydaniu albumu Garett Stuff zaniechał bycia producentem po tym, jak pokłócił się z Sonnym w kwestii materiału, który Cher miała nagrać. Pod naciskiem swojego męża, w 1973 Cher wydała album Bittersweet White Light, który nie odniósł sukcesu komercyjnego. W tym samym roku autorka tekstów Mary Dean dostarczyła Garettowi „Half-Breed”, piosenkę o córce matki Czirokezce i białym ojcu, którą napisała specjalnie dla Cher. Chociaż Garett Stuff nie współpracował już z Cher, to był jednak przekonany, że jest to utwór tylko i wyłącznie dla niej. Utwór „Half-Breed” pojawił się na albumie o tej samej nazwie i stał się drugim singlem Cher, który dotarł do pierwszego miejsca na liście Billboard Hot 100 w Stanach Zjednoczonych. Trzecim singlem Cher, który osiągnął szczyt listy Billboard Hot 100 był „Dark Lady” z albumu o tej samej nazwie, wydanym w 1974. Tego samego roku został wydany album Greatest Hits, który według magazynu Billboard, udowodnił, że Cher jest „jednym z największych zdobywców hitów w przeciągu pięciu lat”, a także „sprawdzoną supergwiazdą, która zawsze sprzedaje płyty”.
W latach 1971–1973 Sonny & Cher odradzali swoją karierę muzyczną wydając, jako duet, cztery albumy za pośrednictwem MCA Records: Sonny & Cher Live (1971), All I Ever Is You (1972), Mama Was a Rock and Roll Singer, Papa Used to Write All Her Songs (1973). Za singiel „A Cowboy’s Work Is Never Done” (1972) otrzymali nominację do Grammy.

### 1974–1979: Rozwód z Sonnym Bono, drugie małżeństwo, spadek popularności

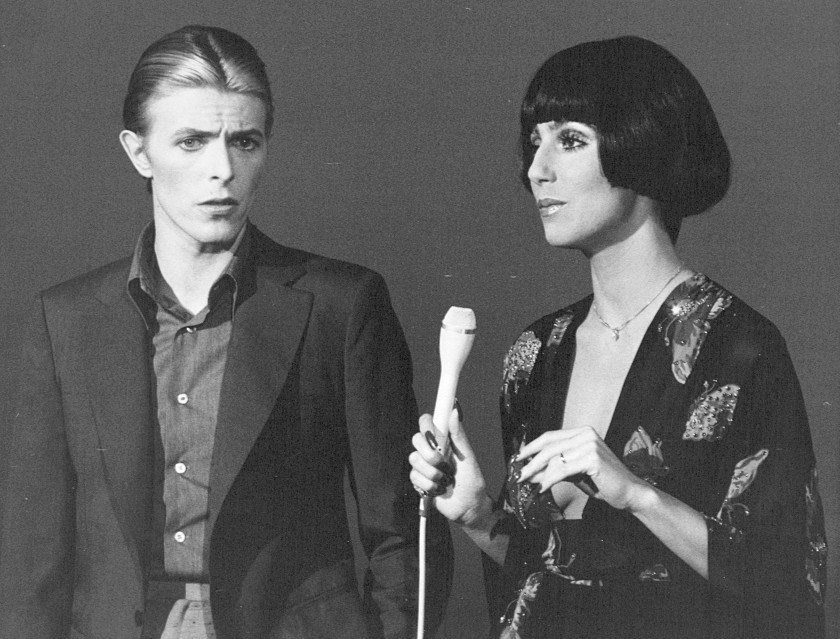
David Bowie i Cher w The Cher Show, 1975

Sonny i Cher przeżywali kryzys małżeński od końca 1972, mimo to ich wspólne występy trwały do końca 1974. „Opinia publiczna sądziła, że jesteśmy zgodnym małżeństwem” – napisał Bono w swoim pamiętniku, „[i] tak właśnie miało być”. W lutym 1974 r. Sonny złożył wniosek o separację powołując się na „różnice niemożliwe do pogodzenia między małżonkami”. Tydzień później Cher była na pierwszej sprawie rozwodowej, na której oskarżyła Sonny’ego o „utrzymywanie w niewoli”, twierdząc, że odmówił jej środków do życia i pozbawił ją należnej jej części zarobków. Para walczyła w sądzie o finanse i opiekę nad córką Chastity, która ostatecznie trafiła pod wyłączną pieczę Cher. Ich rozwód został sfinalizowany 26 czerwca 1975. Podczas procesu Cher była zaprzyjaźniona producentem wykonawczym Davidem Geffenem, który uwolnił ją spod nadzoru Bono i zaproponował jej zamieszkanie w swojej firmie. Geffen umożliwił Cher podpisanie kontraktu z wytwórnią Warner Bros Records i w 1975 rozpoczęła pracę nad albumem Stars, który nie odniósł sukcesu komercyjnego.
W 1974 Cher zdobyła nagrodę Złoty Głob dla najlepszej aktorki w serialu komediowym lub musicalu za serial „The Sonny and Cher Comedy Hour”. W tym samym roku miał premierę autorski serial Sonny’ego Bono „The Sonny Comed Revue”, który nie odniósł sukcesu i został zdjęty z anteny po 13 tygodniach.

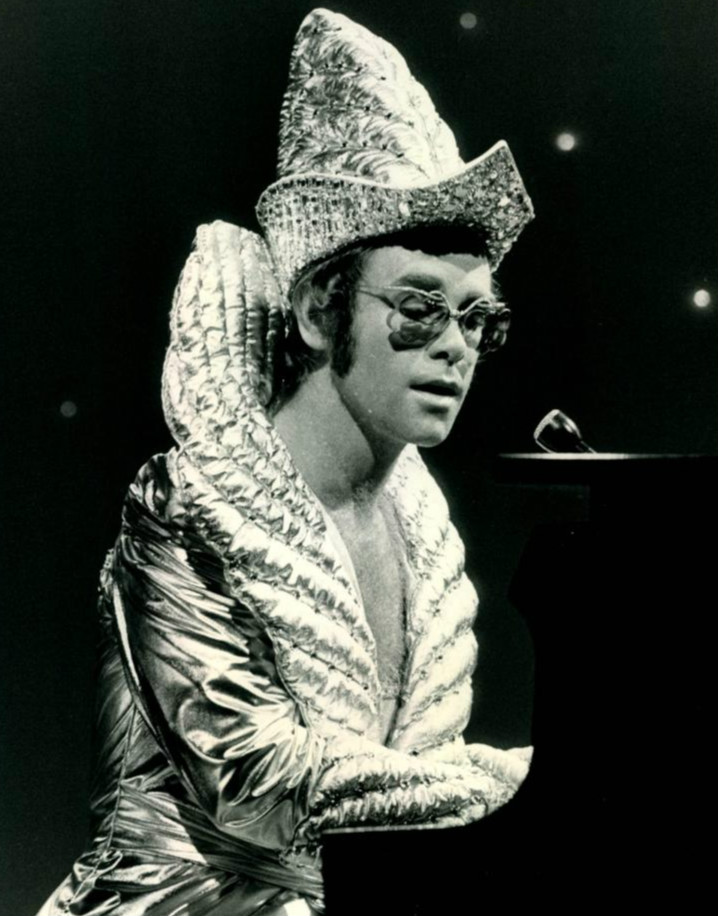
Elton John podczas występu w The Cher Show, 1975

16 lutego 1975 Cher powróciła do telewizji z programem „The Cher Show” emitowanym w stacji CBS. Do nagrania pierwszych odcinków zaprosiła osobistości powszechnie znane takie jak: Flip Wilson, Elton John, Bette Midler James Taylor, David Bowie oraz Bob Dylan. Program został wyprodukowany przez Davida Geffena i skupiał się na utworach Cher, wygłaszanych przez nią monologach, aspekcie komediowym i wariacji kostiumowej. Krytyka była dla Cher łaskawa. Magazyn Los Angeles Times stwierdził, że „występy Sonny’ego bez Cher były katastrofą, natomiast występy Cher bez Sony’ego były najlepszym, co mogło przytrafić się telewizji CBS w tym sezonie”.
Trzy dni po zakończeniu procesu rozwodowego z Sonnym, Cher poślubiła muzyka Gregga Allmana, współzałożyciela The Allman Brothers Band. Dziewięć dni później podpisała papiery rozwodowe, powołując się na uzależnienie swojego męża od alkoholu i heroiny. Para pogodziła się i kontynuowała swoje małżeństwo do 1979, gdy papiery rozwodowe ponowie wróciły na wokandę. Mieli syna Elijaha Blue urodzonego 10 lipca 1976. Pod pseudonimem „Allman and Woman” Gregg i Cher wydali w 1977 płytę Two the Hard Way, uznaną przez A+E Networks za najgorszy album w jej karierze.
Po anulowaniu „The Cher Show” z powodu jej drugiej ciąży, Cher i Sonny powrócili do telewizji z nowym serialem, w którym zagrali rozwiedzioną parę. Program był transmitowany do połowy 1977. Ich ekstrawagancki styl życia, jej burzliwe relacje z Allmanem wywołały publiczny sprzeciw, który ostatecznie przyczynił się do porażki i zdjęcia serialu z anteny w sierpniu 1977.
Zachęcona przez Geffena rozpoczęła pracę nad swoimi kolejnymi albumami. Efektem tej pracy było wydanie I’d Rather Believe in You (1976) oraz Cherished (1977). Ten ostatni oznaczał odejście od rocka i powrót do popu, co było skutkiem nalegań producentów wytwórni Warner Bros. W 1978 zmieniła swoje nazwisko z Cherylin Sarkisian La Piere Bono Allman na Cherylin Sarkisian, aby „uniknąć bycia wiązaną z ojczymem lub byłymi małżonkami”.

### 1979–1982: Ponowne odkrycie muzyczne

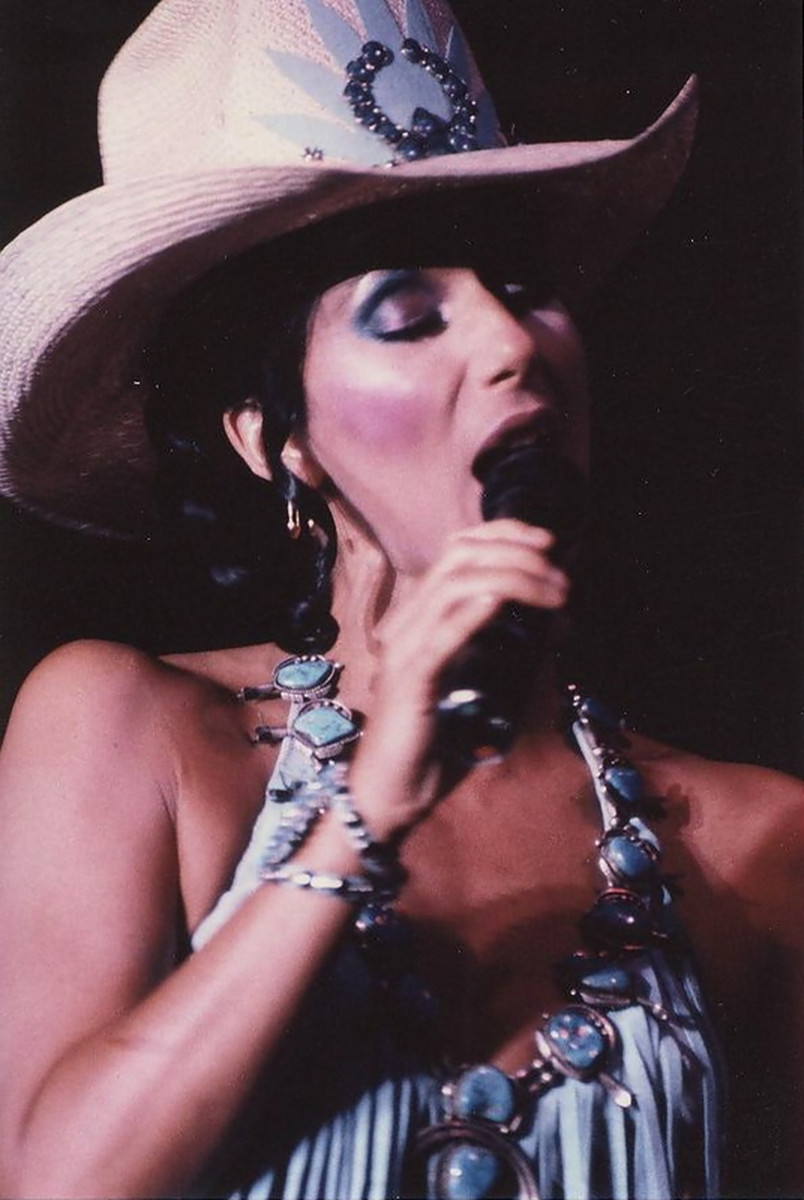
Cher podczas trasy koncertowej, 1981

Jako samotna matka dwójki dzieci zdała sobie sprawę, że musi dokonać wyboru co do kierunku swojej kariery muzycznej. Decydując się na chwilową rezygnację z chęci bycia rockową piosenkarką, podpisała kontrakt z Casabianca Records i powróciła na listy przebojów z singlem „Take Me Home” oraz albumem o tej samej nazwie. Utwór dotarł do 8. miejsca na liście Billboard Hot 100, a sam krążek sprzedał się w nakładzie 500 tys. egzemplarzy na całym świecie. Sprzedaż albumu została wzmocniona dzięki wizerunkowi skąpo odzianej Cher w stroju wikinga na okładce. Mimo początkowego braku entuzjazmu co do nagranej muzyki disco, po sukcesie zmieniła zdanie, komentując: „Nigdy nie myślałam, że będę grać disco... [ale] to jest naprawdę wspaniałe! To doskonała muzyka do tańca. Uważam, że muzyka taneczna jest tym, czego każdy oczekuje”.
Zachęcona popularnością „Take Me Home”, Cher podjęła się zadania powrotu do muzyki rockowej na swoim następnym albumie Prisoner, wydanym w 1979. Na okładce albumu widnieje udrapowana w łańcuchy jako „więzień prasy”, która to wywołała kontrowersje wśród grup feministycznych w związku z postrzeganiem jej jako „seksualnego niewolnika”. Album zawiera piosenki rockowe, co w porównaniu do jej wcześniejszego wydawnictwa disco, okazało się być nieostre i doprowadziło do komercyjnej porażki. Wydawnictwo promował singiel „Hell on Wheels”, który znalazł się na ścieżce dźwiękowej do filmu Roller Boogie.
W 1980 Cher nagrała ostatni utwór w wytwórni Casablanca Records „Bad Love” z gatunku dance, który znalazł się na ścieżce dźwiękowej do filmu Foxes. Tego samego roku założyła zespół rockowy Black Rose ze swoim ówczesnym partnerem, gitarzystą Lesem Dudekiem. Chociaż Cher była główną wokalistką, nie zdołała się wybić spośród członków zespołu. Na potrzeby powszechnej rozpoznawalności rozwinęła swoją sceniczną osobowość, skracając długie czarne włosy i farbując jej na żółty oraz różowy kolor. Pomimo promocyjnych występów w telewizji zespół nie przyciągnął na koncerty wielu widzów. Album Black Rose otrzymał nieprzychylne recenzje ze strony krytyków muzycznych. Cher powiedziała dla Rolling Stone: „Krytycy zaatakowali nie zespół, lecz tylko mnie, zwracając się do mnie: Jak śmiesz śpiewać rock&rolla?”.
W 1981, gdy zespół chylił się ku rozpadowi, Cher była rezydentką koncertową w Las Vegas, zarabiając 300 000 dolarów tygodniowo. W tym samym roku wydała singiel „Dead Ringer for Love” w duecie z Meatem Loaf, który znalazł się w pierwszej piątce na listach przebojów w Wielkiej Brytanii. Duet został opisany przez Donalda A. Guarisco jako „jeden z najbardziej inspirujących lat 80.”. W 1982 wydała album I Paralyze dzięki wsparciu wytwórni Columbia Records, który został uznany za „jej najlepszy i najbardziej oczekiwany przez publiczność od lat”.

### 1982–1987: Filmowy triumf i muzyczna przerwa
Wraz ze stagnacją muzyczną i spadkiem sprzedaży albumów oraz singli, Cher postanowiła rozszerzyć swoją karierę o aktorstwo. Jej ambicje aktorskie zawsze wiodły prym nad muzyką, jednakże nie miała żadnych profesjonalnych referencji poza „Good Times” oraz Chastity, a producenci i reżyserzy w Hollywood nie zwracali na nią uwagi. W 1982 przeniosła się do Nowego Jorku, aby zaczerpnąć lekcji gry aktorskiej z Lee Strasbergiem, założycielem Actors Studio, który nigdy nie wziął w nich udziału. Podczas przesłuchania została wytypowana przez reżysera Roberta Altmana do zagrania w sztuce na Brodawayu „Come Back to the Five and Dime, Jimmy Dean, Jimmy Dean”. Reżyser Mike Nicholas zobaczył ją na scenie podczas występu w „Jimmy Dean” i zaproponował jej rolę lesbijki obok Meryl Streep w kontrowersyjnym filmie Silkwood. Publiczność była sceptycznie nastawiona do zdolności aktorskich Cher. Według biografki Connie Berman:

Cher powtarzała często historię o reakcji publiczności na premierze, w której uczestniczyła. Na początku filmu, gdy jej nazwisko pojawiło się na ekranie, publiczność wybuchnęła śmiechem. Była zdruzgotana. Jej siostra, która była z nią, zaczęła płakać. Cher nie płakała, ale była głęboko zraniona.

Za żeńską rolę drugoplanową otrzymała nominację do Oscara oraz nagrodę Złoty Glob. Kolejnym filmem, w którym wystąpiła był Maska (1985). Zagrała w nim matkę nastolatka z mocno zniekształconą twarzą, który próbuje wieść normalne życie. Za tę rolę otrzymała nagrodę dla najlepszej aktorki na Festiwalu Filmowym w Cannes. Film okazał się sukcesem w Stanach Zjednoczonych i długo nie schodził z pierwszego miejsca najczęściej oglądanych filmów w kinach. Podczas konfrontacji z reżyserem Peterem Bogdanovichem, zachowanie Cher, które zostało uznane za odstąpienie od przyjętych reguł, skutkowało zignorowaniem jej w nominacjach do Oscarów w 1986. Według biografa Jamesa Parisha, aby pokazać swoje niezadowolenie z „systemu”, Cher uczestniczyła w ceremonii wręczenia nagród w 1986 w jednym z najbardziej ekstrawaganckich kostiumów w historii Oscarów, który był nawiązaniem do tarantuli. To wydarzenie było szeroko nagłaśniane w mediach na całym świecie.
W 1985 została uhonorowana nagrodą Hasty Pudding Woman of the Year na Uniwersytecie Harvarda. W maju 1986 po raz pierwszy pojawiła się jako gość specjalny w programie „Late Night with David Letterman”. Kiedy Letterman zapytał ją, dlaczego tak niechętnie pojawiła się w jego programie, Cher odpowiedziała, że miała obawy, gdyż uważa go za idiotę. Publiczność była wstrząśnięta, a sam Letterman skomentował tę wypowiedź w magazynie People: „Cher była jedną z niewielu osób, które naprawdę chciałem mieć w swoim programie, a następnie nazwała mnie idiotą. Czułem się jak totalny głupiec”. W 1987 przeprosiła Lettermana i wróciła do programu na specjalne wydanie wraz z byłym mężem Sonnym Bono, aby zaśpiewać „I Got You Babe”, z którym wystąpiła publicznie pierwszy raz od 10 lat.
W tym dziesięcioleciu Cher intensywnie angażowała się w romantyczne relacje z młodszymi od siebie mężczyznami. Jednym z najbardziej znanym spośród nich był 18 lat młodszy Rob Camilletti, którego poznała w 1986 roku. Mieszkali wspólnie przez 3 lata. Nazywany przez prasę „chłopcem-osłem” trafił na nagłówki gazet po tym jak rozbił ferrari. Para rozeszła się rok później.

### 1987–1992: Sukces kinematograficzny i muzyczna renowacja
W 1987 trzykrotnie powracała na duży ekran. Pierwszy raz w roli publicznego obrońcy w dramacie Podejrzany, gdzie wystąpiła obok Dennisa Quaida oraz Liama Neesona. Kolejnym filmem była komedia Czarownice z Eastwick, który osiągnął dochody w wysokości 31,8 miliona dolarów. Za trzeci film Wpływ księżyca, w którym zagrała samotną wdowę, odnajdującą swoją miłość, otrzymała Oscara dla najlepszej aktorki pierwszoplanowej i Złoty Glob za rolę najlepszej aktorki komediowej lub musicalu. Na ceremonii rozdania nagród Akademii Filmowej cała publiczność wiwatując wstała, gdy usłyszała nazwisko zwycięzcy. Cher powiedziała wówczas: „Nie sądzę, aby ta nagroda oznaczała, że jestem kimś, ale być może oznacza, że mam talent”. W 1988 została uznana za jedną z najbardziej uznanych i opłacanych aktorek dekady, pobierając około miliona dolarów za udział w filmie. W tym samym czasie wprowadziła na rynek perfumy własnej marki „Uninhibited”, które w pierwszym roku przyniosły jej 15 milionów dolarów zysku. Wydała także swój pierwszy podręcznik do ćwiczeń fizycznych Forever Fit, który sprzedał się w ponad 100 tysięcy egzemplarzy.

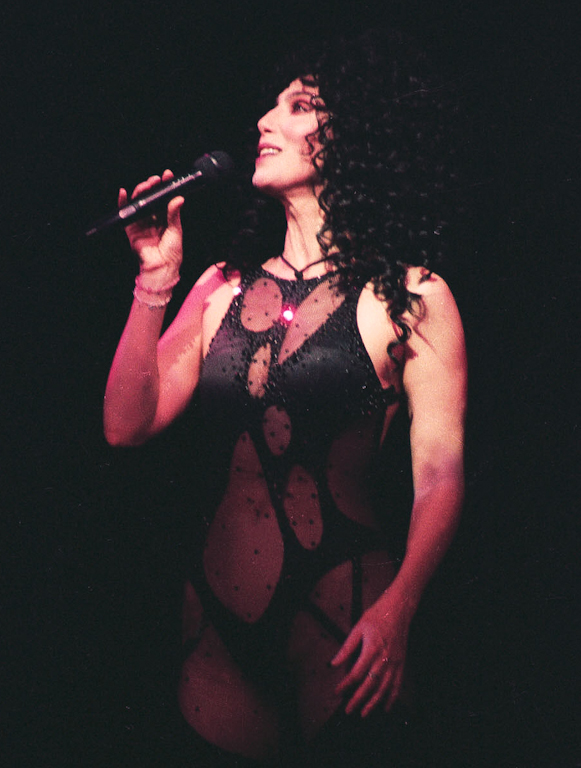
Cher podczas trasy koncertowej Heart of Stone Tour, 1990

W 1988 ożywiła swoją karierę muzyczną, podpisując kontrakt z wytwórnią Geffen Records. Dzięki współpracy z Michaelem Boltonem, Jonem Bon Jovi oraz Richiem Sambory wydała album Cher, który na nowo zdefiniował jej wizerunek jako piosenkarki i został nagrodzony platynową płytą przez RIAA. Jej pierwszy singiel „I Found Someone” dotarł na szczyt amerykańskich list przebojów, będąc pierwszym sukcesem Cher od ponad ośmiu lat. Kolejnymi singlami z albumu były „We All Sleep Alone”, który osiągnął 14. miejsce na liście Billboard Hot 100 oraz „Bang Bang”, będący nową wersją hitu z 1966, który wyróżniał się nowym rockowym brzmieniem. Album Cher sprzedał się w nakładzie 3 milionów kopii na całym świecie.
Dziewiętnasty album Heart of Stone, a drugi wydany w wytwórni Geffen Records, pobił sukces poprzedniego i sprzedał się w nakładzie 5 milionów egzemplarzy na całym świecie. Teledysk do pierwszego singla „If I Could Turn Back Time” wywołał kontrowersje wśród publiczności. Cher, ubrana w skąpy kostium biegała po pokładzie okrętu wojennego, na którym Cesarstwo Japonii podpisało bezwarunkowy akt kapitulacji i tym samym zakończono II wojnę Światową. Wiele telewizji ocenzurowało wideo, w tym MTV, które początkowo odmówiło emisji, a następnie, będąc pod presją widzów, transmitowało między 21 wieczorem a 6 rano. Utwór „If I Could Turn Back Time” okazał być światowym hitem który stał się najbardziej owocnym singlem Cher w jej karierze. Drugim singlem promującym krążek był utwór „After All” nagrany wspólnie z Peterem Catera, a trzecim „Just Like Jesse James”. Tego samego roku wyruszyła w trasę koncertową „Heart of Stone Tour”, znaną również jako „The Cher Extravaganza”, która zakończyła się w 1990. Koncert został nagrany w Las Vegas i wyemitowany w telewizji jako „Cher at the Mirage” (1991).
W 1990 zagrała w filmie Syreny, który był hołdem dla kobiet podróżujących z miasta do miasta w celu poszukiwania miłości. Nagrała do filmu dwa utwory: „Baby I’m Yours” oraz międzynarodowy przebój „The Shoop Shoop Song (It’s in His Kiss)”, który dotarł do pierwszego miejsca na brytyjskich listach przebojów. W 1991 wydała swój ostatni album pod szyldem wytwórni Geffen. Krążek zatytułowany Love Hurts zadebiutował na pierwszym miejscu w Wielkiej Brytanii, pozostając tam przez 6 tygodni. Wydawnictwo sprzedało się w nakładzie 5 milionów egzemplarzy i wygenerowało 4 single, w szczególności „Love and Understanding”, który osiągnął największy sukces w Zjednoczonym Królestwie spośród wszystkich wydanych przez Cher singli. Po kilku latach Cher naszła refleksja i stwierdziła, że jej lata sukcesu z Geffenem były dla niej szczególnie ważne, ponieważ „tworzyła utwory, które naprawdę kochała [...] piosenki, które naprawdę ją reprezentowały i były popularne”.
W 1992 wyruszyła w trasę koncertową „Love Hurts Tour”, a w międzyczasie wydała dwa filmy o zdrowym żywieniu: „CherFitness: A New Attitude” oraz „CherFitness: Body Confidence”, które odniosły sukces. W listopadzie tego samego roku wydała komplikację utworów Greatest Hits: 1965–1992, która była dostępna tylko w Europie i zawierała dodatkowo 3 nowe utwory: „Oh No, Not My Baby”, „Mamy Rivers to Cross” oraz „Whenever You’re Near”. Wydawnictwo osiągnęło sukces i przez siedem tygodni zajmowało pierwsze miejsce na brytyjskiej liście przebojów. W Niemczech Cher otrzymała za to nagrodę ECHO dla międzynarodowego artysty roku.

### 1992–1997: Kłopoty zdrowotne i zawodowe oraz reżyserski debiut

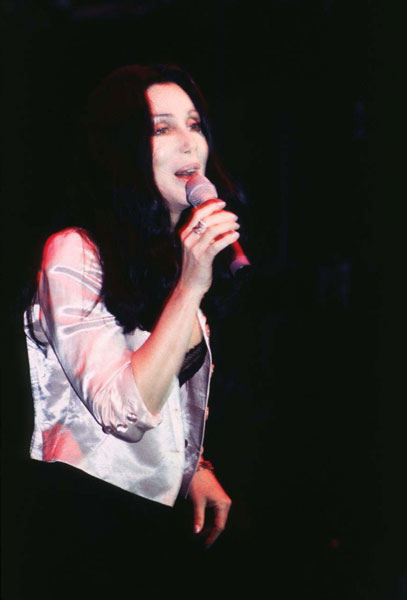
Cher podczas występu w klubie nocnym, Nowy Jork 1996

Ze względu na złe doświadczenia aktorskie w filmie Syreny, odmówiła zagrania pierwszoplanowych ról w filmach Wojna państwa Rose oraz Thelma i Louise. Według biografki Connie Berman, po sukcesie filmu Wpływ Księżyca Cher tak bardzo martwiła się o następny krok w swojej karierze, że każda decyzja była podjęta z największą ostrożnością. W pierwszej połowie dekady padła ofiarą wirusa Epsetina-Barra, w wyniku czego rozwinął się syndrom chronicznego zmęczenia, co spowodowało, że była zbyt wyczerpana, aby kontynuować swoją karierę muzyczną i aktorską. Zmuszona do zarabiania pieniędzy, mimo braku zdrowia do grania w filmach, zaczęła pracować nad innymi projektami. Wystąpiła w reklamach zdrowotnych promujących produkty kosmetyczne i dietetyczne, które przyniosły jej blisko 10 milionów dolarów zysku. Jej reklamy zostały sparodiowane w programie „Saturday Night Live”. Krytycy stwierdzili, że ona sama „upadła”, a jej kariera filmowa dobiegła końca.
W 1992 pojawiła się w gościnnie w filmie Roberta Altmana Gracz. W 1994 nagrała rockową wersję „I Got You Babe” do animowanego serialu MTV „Beavis and Butt-head”. Razem z Chrissie Hynde, Neneh Cherry i Erikiem Claptonem w 1995 zdobyła szczyt brytyjskiej listy przebojów UK Singles Chart z charytatywnym singlem „Love Can Build a Bridge”. W tym samym roku podpisała kontrakt z wytwórnią Warner Music i wydała album It’s a Man’s World, który narodził się z pomysłu na ukazanie świata spostrzeganego przez mężczyzn z punktu widzenia kobiety. Krytycy bardzo pozytywnie ocenili jej wydawnictwo i zachwalali klimat rock&roll. Wielu z nich twierdziło, że głos Cher uległ znaczniej poprawie. Stephen Holden z The New York Times napisał, że: „z artystycznego punktu widzenia ta pełna uduchowienia kolekcja dojrzałych utworów pop... jest szczytowym punktem jej kariery muzycznej”. Wydawnictwo promowały single „Walking in Mempis” oraz „One by One”. Mimo iż album dotarł do 64. miejsca na liście Billboard 200, sprzedał się w nakładzie 2 milionów kopii na całym świecie.
W 1996 zagrała w czarnej komedii Faithful w reżyserii Chazza Palminteriego – żonę biznesmena, który wynajmuje zabójcę, by ją zamordować. Mimo iż film zebrał negatywne recenzje, Cher była chwalona za swoją rolę. Janet Maslin napisała w New York Times, że: „Cher doskonale potrafi odnaleźć się w roli potencjalnej ofiary”. Sama aktorka odmówiła promowania filmu, gdyż stwierdziła, że jest „okropny”. Tego samego roku zadebiutowała w filmie traktującym o problemie aborcji Gdyby ściany mogły mówić, w którym zagrała lekarkę zamordowaną przez fanatyka antyaborcyjnego. Za rolę aktorki drugoplanowej otrzymała nominację do Złotego Globu. Jej utwór „Walking in Memphis” odegrał istotną rolę w amerykańskim serialu Z Archiwum X w odcinku „The Post-Modern Prometheus”, który został wyemitowany w listopadzie 1997. Odcinek napisany specjalnie dla niej opowiada historię człowieka, uwielbiającego Cher z powodu jej roli w filmie Maska, w którym grana przez nią postać troszczy się o syna z niekształconą twarzą.

### 1998–2000: Śmierć Sonny’ego Bono; Złota Era Believe

Gwiazda Sonny’ego i Cher w Hollywood Walk of Fame

W 1998 doszło do śmiertelnego wypadku na stoku narciarskim, w którym zginął przedstawiciel republikanów do Kongresu Sonny Bono. Cher wygłosiła na pogrzebie mowę żałobną i ze łzami w oczach nazywała go „najbardziej niezapomnianą osobą, jaką kiedykolwiek spotkała”. Oddała mu hołd, nagrywając specjalny program na antenie CBS Sonny & Me: Cher Remembers, nadany 20 maja 1998. Za swoją działalność telewizyjną Sonny i Cher otrzymali gwiazdę w Hollywood Walk of Fame. Tego samego roku opublikowała zbiór esejów autobiograficznych „The First Time”, które zyskały uznanie publiczności za ich bezwarunkową szczerość. Mimo iż rękopis był prawie skończony, gdy zmarł Bono, nie mogła się zdecydować czy wysłać go do publikacji. Obawiała się, że zostanie skrytykowana za komercjalizację śmierci swojego byłego męża. Później powiedziała magazynowi Rolling Stone: „Nie mogłam wykluczyć takiego ryzyka, prawda? Wtedy bardziej zależało mi na tym, co ludzie pomyślą niż to, co jest właściwe dla mnie”.
W listopadzie 1998 wydała najbardziej udaną płytę w swojej karierze Believe. Album złożony wyłącznie z utworów dance na nowo ukształtował jej wizerunek, przywrócił popularność i spowodował duży dystans do wcześniejszych produkcji. Jej dwudziesty trzeci krążek otrzymał poczwórny platynowy certyfikat nadany przez RIAA i pokrył się złotem lub platyną w 39 krajach. Album sprzedał się w nakładzie 12 milionów kopii na całym świecie. Tytułowy singiel „Believe” osiągnął numer jeden w 23 krajach i sprzedał się w liczbie 11 milionów egzemplarzy na całym świecie. Stał się najbardziej pożądanym nagraniem w 1998 i 1999, odpowiednio w Wielkiej Brytanii i Stanach Zjednoczonych. Believe spędził na szczycie UK Singles Chart 7 tygodni i był najlepiej sprzedającym się singlem wszech czasów w Wielkiej Brytanii do listopada 2013. Na pierwsze miejsce powrócił w 2017 roku. Na liście Billboard Hot 100 spędził 4 tygodnie z rzędu na pierwszym miejscu. Za ten utwór Cher otrzymała nagrodę Grammy za najlepsze nagranie taneczne oraz nominację w kategorii „album roku”.

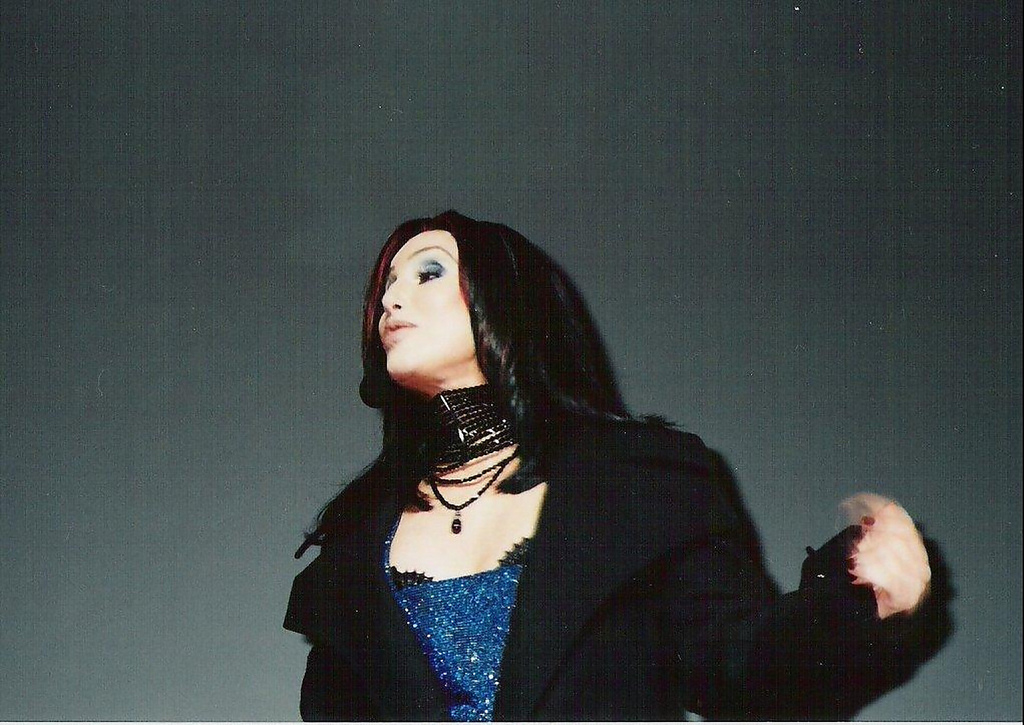
Cher podczas koncertu, 1998

Drugim singlem z albumu był wydany w 1999 utwór „Strong Enough”, który trafił do pierwszej dziesiątki na listach przebojów na całym świecie. 28 stycznia 1999 wystąpiła na 33 edycji Super Bowl, aby wykonać hymn Stanów Zjednoczonych. W marcu pojawiła się w telewizji VH1 w programie Divas Live '99, w którym wzięli udział m.in. Tina Turner, Elton John. Według VH1 „był to najpopularniejszy i najchętniej oglądany program w historii tej telewizji”. W 1999 wyruszyła w trasę koncertową Do You Believe?, trwającą do końca 2000 roku. Trasa okazała się być najbardziej dochodową trasą koncertową w tamtych czasach, zapoczątkowaną przez kobietę. Widowisko obejrzało 1.5 miliona ludzi w USA. W specjalnej audycji telewizyjnej zatytułowanej „Cher: Live at MGM Grand in Las Vegas” pokazano jej występ podczas trasy koncertowej. Program otrzymał 7 nominacji do nagrody Emmy i był oglądany przez 30-milionową publiczność. Tego samego roku wydała również komplikację The Greatest Hits, która zyskała największą popularność w Austrii i Niemczech. Sprzedała się w 4 milionach kopii poza USA.
W 1999 została uznana przez Billboard za najpopularniejszego artystę roku. Tego samego roku otrzymała od Międzynarodowej Federacji Przemysłu Fonograficznego nagrodę Legend Award za jej trwający całe życie wkład w przemysł muzyczny. Kolejnym filmem, w którym wzięła udział, był Herbatka z Mussolinim (1999). Film uzyskał mieszane recenzje, ale sama Cher uzyskała uznanie krytyków za jej występ jako bogatej, ekstrawaganckiej Amerykanki, odwiedzającej socjalistyczne Włochy. W 2000 roku powstał album Not.com.mercial, który został napisany głównie przez Cher w 1994 roku. Z tego względu, że album został odrzucony przez wytwórnię z powodu niekomercyjności, zdecydowała się sprzedać go na swojej stronie internetowej. Album rozszedł się w 1.8 miliona egzemplarzy na całym świecie. Pod koniec 2000 nagrała duet z włoskim piosenkarzem Erosem Ramazottim „Più che puoi”. Otrzymała też drugą nagrodę ECHO dla najlepszego międzynarodowego artysty roku.

### 2001–2005: Pożegnanie ze sceną
W 2001 wydała krążek Living Proof, składający się z utworów dance, co sprawiło, że został uznany za następcę Believe. Album zadebiutował na 9. miejscu listy Billboard 200. Pierwszym singlem wydanym w Europie był utwór „The Music’s No Good Without You”, który dotarł do pierwszego miejsca na listach przebojów w Wielkiej Brytanii oraz wielu krajach Europy Zachodniej. W Stanach Zjednoczonych pierwszym singlem był natomiast utwór „Song for the Lonely”, poświęcony odwadze mieszkańców Nowego Jorku po ataku na World Trade Center 11 września 2001 roku. W nakręconym do utworu klipie wideo pojawiają się wieże, które zostały zburzone kilka miesięcy wcześniej. Album sprzedał się w nakładzie 2 milionów egzemplarzy w ciągu 7 miesięcy, a promująca go trasa koncertowa podwyższyła sprzedaż do 5 milionów.

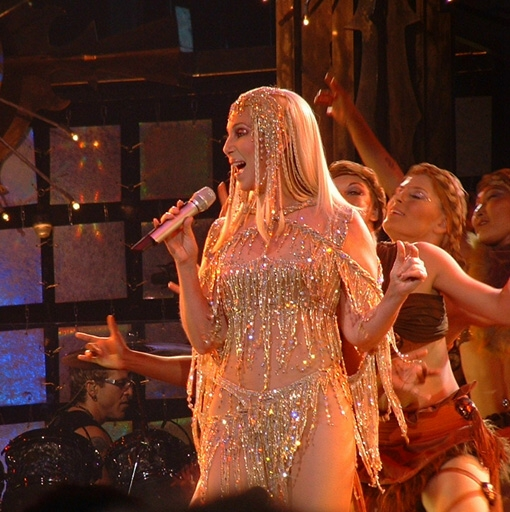
Cher podczas trasy koncertowej Living Proof: The Farewell, Paryż 2004

Piosenki z albumu zostały poddane remiksowi, co przełożyło się na wzrost popularności w klubach dyskotekowych w Stanach Zjednoczonych i Europie. Krążek Living Proof otrzymał platynową płytę od RIAA, a utwór „Love One Another”, będący trzecim singlem, otrzymał nominację do nagrody Grammy za najlepsze nagranie taneczne. W maju 2002 po raz drugi pojawiła się na koncercie charytatywnym VH1 Divas Las Vegas, podczas którego zaśpiewała „Believe” oraz wspólnie z Cyndi Lauper – „If I Could Turn Back Time”. Tego samego roku otrzymała nagrodę Dance/Club Play Artist of the Year wygrywając w konkursie Billboard Awards. W tym czasie jej fortuna była szacowana na 600 mln dolarów.
W czerwcu 2002 wyruszyła w ostatnią trasę koncertową w swojej karierze Living Proof: The Farewell, chociaż zaznaczyła, że nie rezygnuje całkowicie z kariery, gdyż pragnie poświęcić się aktorstwu. Trasa została tak zaprojektowana, by pokazać cały trud, jaki włożyła podczas 40-letniej kariery. Wyświetlano filmy z początków lat 60. oraz pokazywano jej sukcesy w telewizji. Całość została wsparta ekstrawaganckimi kostiumami, 20 tancerzami, akrobatami oraz dwoma chórzystami. Początkowo trasa miała składać się z 49 koncertów, jednakże ze względu na ogromne zainteresowanie była wielokrotnie przedłużana, obejmując swoim zasięgiem całe Stany Zjednoczone, Europę, Azję i Oceanię. Trasa została zarejestrowana w Miami w listopadzie 2002, a wyemitowana w telewizji NBC w kwietniu 2003 roku. Przyciągnęła przez telewizory 17 milionów ludzi. Był to najchętniej oglądany materiał w NBC tego roku, a Cher otrzymała nagrodę Emmy.
Po zakończeniu współpracy z oddziałem Warner w Wielkiej Brytanii w 2002, podpisała kontrakt z wytwórnią macierzystą, co miało miejsce we wrześniu 2003. Tego samego roku wydała The Very Best of Cher – kompilację najlepszych utworów z całej kariery. Wydawnictwo dotarło do 4. miejsca Billboard 200 i zostało certyfikowane przez RIAA dwiema płytami platynowymi. Trasa Living Proof: The Farewell, która trwała trzy lata i dążyła przez 326 koncertów, zakończyła się w kwietniu 2005 roku, będąc w tamtym czasie najbardziej udaną i dochodową trasą kobiecą w historii, zarabiając 250 milionów dolarów. Widowisko obejrzało ponad 3,5 miliona ludzi na całym świecie. Od tego czasu występy Cher w miejscu publicznym były rzadkie.

### 2008–2013: Powrót na scenę, do kina i muzyki
W 2008 powróciła na scenę, podpisawszy kontrakt o wartości 180 milionów dolarów, a następnie występując w Caesars Palace w Las Vegas. Pierwszy koncert rezydentury Cher rozpoczął się 6 maja tego samego roku. 8 maja pojawiła się w programie „The Oprah Winfrey Show”, gdzie wystąpiła razem ze swoją przyjaciółką Tiną Turner i zaśpiewały wspólnie utwór „Proud Mary”. Epizod był najchętniej oglądanym odcinkiem w historii tego programu. W sierpniu brytyjska gazeta The Daily Telegraph ogłosiła, że Cher zagra pierwszoplanową rolę Kobiety-kot w filmie „Mroczny Rycerz powstaje”. 3 listopada artystka zaprzeczyła tej informacji w programie „The Ellen DeGeneres Show”. 5 lutego 2011 roku zakończyła rezydenturę koncertową Cher, która dążyła przez 192 koncerty na przestrzeni 3 lat.

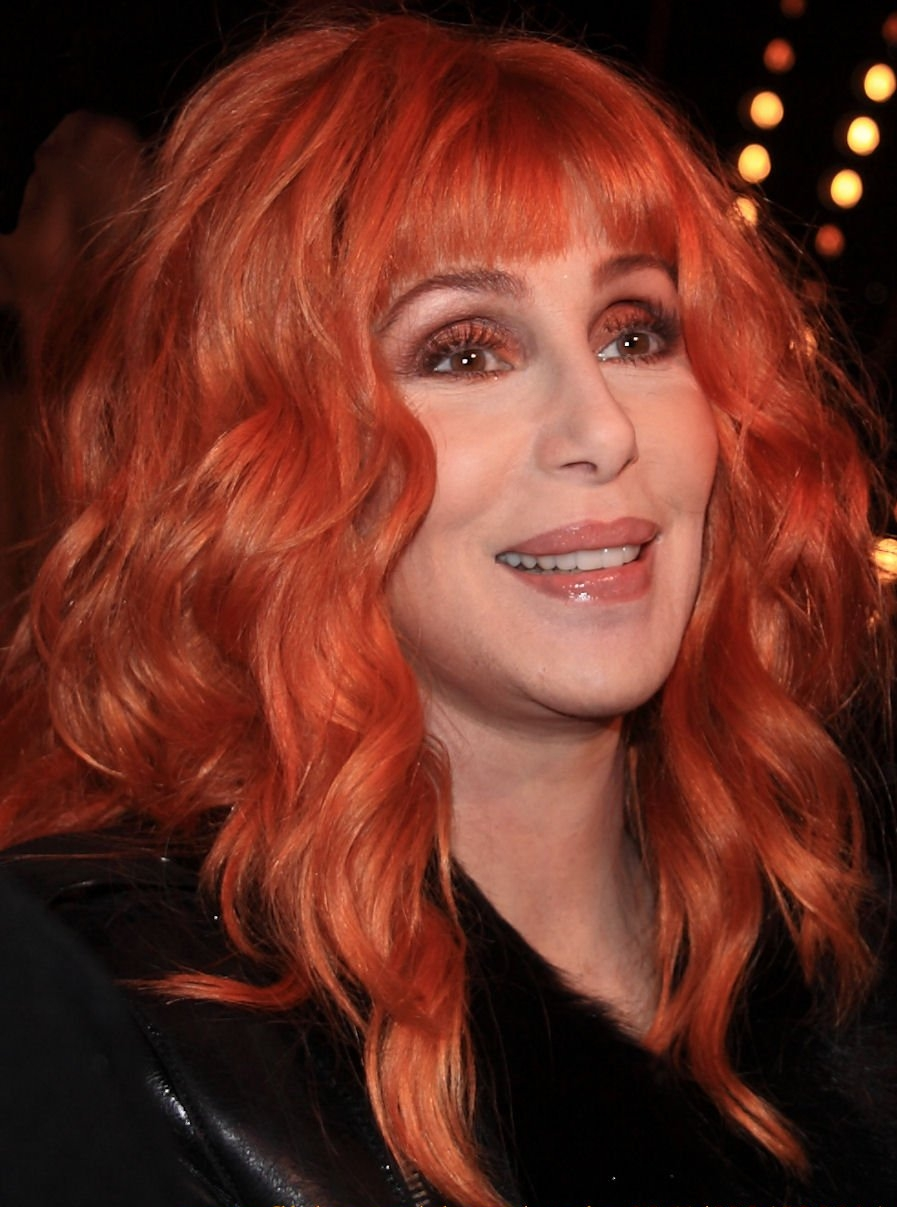
Cher podczas premiery „Burleski”, Londyn 2010

W 2010 powróciła do kina, by wystąpić w filmie Burleska, pierwszym od 1999 roku. Zagrała właścicielkę klubu neo-burleskowego na Bulwarze Zachodzącego Słońca, który niebawem zbankrutuje. Do filmu nagrała dwa utwory, które znalazły się na ścieżce dźwiękowej: „Welcome To Burlesque” oraz „You Have Not Seen the Last of Me”. Druga piosenka skomponowana przez Diane Warren zdobyła nagrodę Złoty Glob za najlepszy utwór muzyczny. Film zarobił w kinach 110.657.398 dolarów, będąc tym samym ówcześnie najbardziej dochodowym filmem z udziałem Cher. W tym samym roku odcisnęła swoje ręce i stopy na cemencie przed Chińskim Teatrem Graumana. W grudniu została uznana przez magazyn Glamour za „kobietę roku”. W 2011 użyczyła głosu w filmie animowanym „Heca w zoo”.
W 2013 wydała swój dwudziesty piąty album studyjny Closer to the Truth, pierwszy od 2001. Wydawnictwo osiągnęło 3. miejsce na liście Billboard 200. Krążek kontynuował taką samą linię muzyczną jaka była zawarta Believe i Living Proof. Pierwszy singiel „Woman’s World”, określany mianem „młodszej siostry Believe” miał premierę na żywo podczas ostatniego odcinka czwartej serii The Voice. Tego samego roku wystąpiła w programie telewizyjnym „Dear Mom, Love Cher” traktującym o swojej matce Georgii Holt. W czerwcu pojawiła się jako główna postać na nowojorskiej paradzie równości. W listopadzie zaśpiewała, jako gość specjalny, utwory: „Believe” oraz drugi singiel z albumu Closer to the Truth „I Hope You Find It” w programie Dancing with the Stars.

### 2014–2018: Kolejne pożegnalne trasy koncertowe oraz kontynuacja kariery aktorskiej

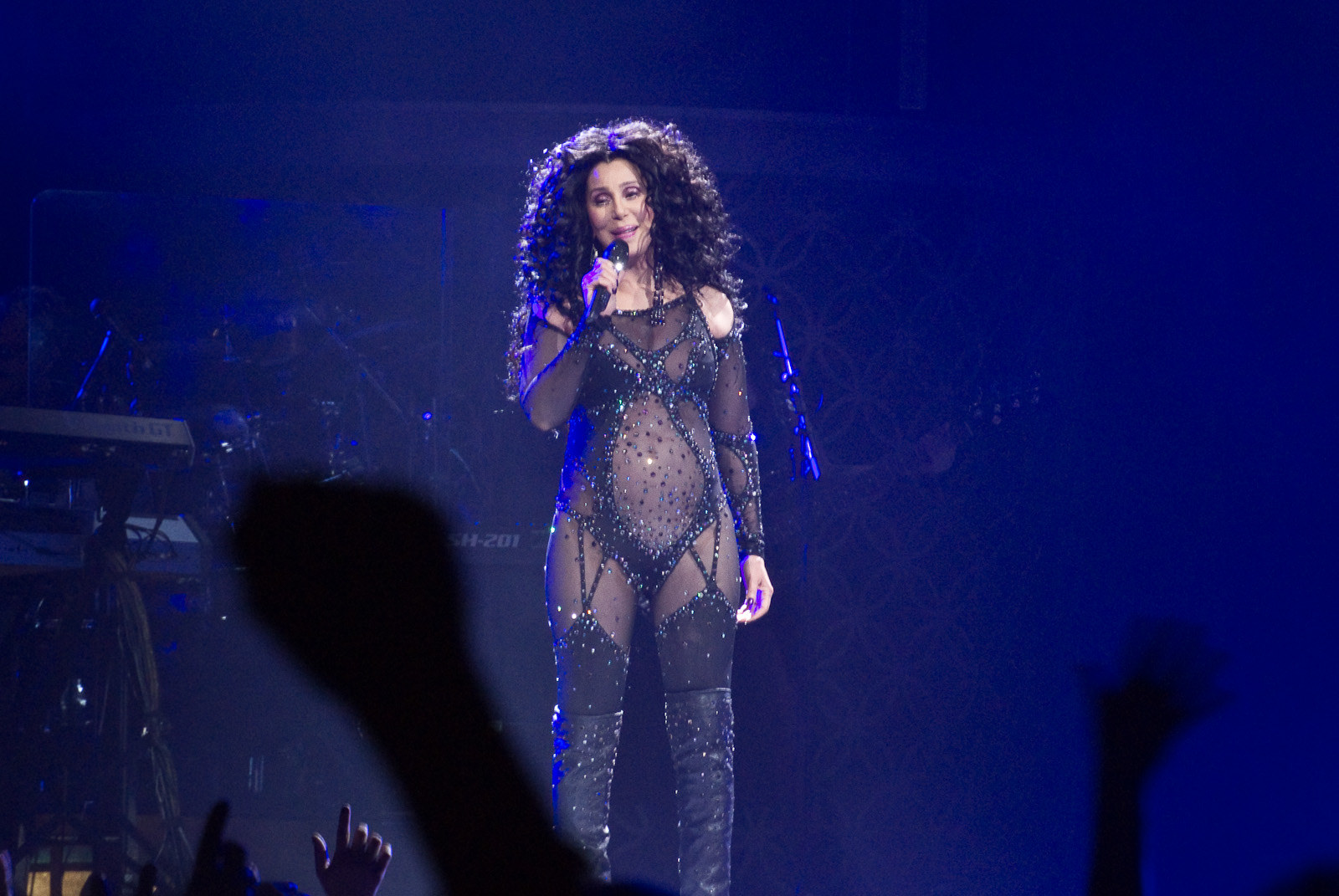
Cher wykonująca utwór „If I Could Turn Back Time” podczas trasy koncertowej Dressed to Kill, 2014

W 2014 wyruszyła w drugą pożegnalną trasę koncertową Dressed to Kill, zaznaczając ze skrzyżowanymi palcami, że będzie to jej ostatnia trasa koncertowa. Pierwsza część trasy koncertowej składająca się z 49 koncertów w Ameryce Północnej zarobiła 54,9 miliona dolarów, wyprzedając wszystkie bilety. Koncerty miały odbywać się również w Europie oraz wielu innych miastach USA, jednakże z powodu infekcji wirusowej zostały odwołane. Tournée artystki promowało ostatni album muzyczny Closer to the Truth.
Tego samego roku potwierdziła współpracę z amerykańską grupą hip-hopową Wu-Tang Clan nagrywając utwór na ich płytę Once Upon a Time in Shaolin. Wystąpiła pod pseudonimem Bonnie Jo Mason, przy użyciu którego nagrała w 1964 utwór „Ringo, I Love You”. Powstał tylko jeden egzemplarz albumu, który sprzedano na aukcji internetowej w listopadzie 2015 roku za 2 miliony dolarów. W maju 2015 pojawiła się na gali MET obok Marca Jacobsa, który zaprosił ją później do wzięcia udziału w jesienno-zimowej kampanii reklamowej marki. Sam projektant mody stwierdził, że „udział Cher był jego marzeniem od bardzo, bardzo długiego czasu”.
W czerwcu 2012 ujawniła, że musical na Broadwayu o jej życiu znajduje się w fazie rozwoju, pozostawiając sobie możliwość wzięcia w nim udziału. Potwierdziła, że scenariusz sztuki znajduje się w rękach Ricka Elice odpowiedzialnego za sukces sztuki „Jersey Boys”. Później stwierdziła, że główne role będą odrywać trzy aktorki, symbolizujące ją na różnych etapach jej życia. Pod koniec 2016 Jason Moore został zatwierdzony jako reżyser, a Flody Suarez i Jeffrey Selle zostali wyznaczeni jako producenci. Pierwsze próby generalne odbyły się między 2 a 14 dniem stycznia 2017 w obecności Cher w Nowym Jorku. Premiera musicalu miała miejsce w Oriental Theatre w Chicago 12 czerwca 2018 pt. The Cher Show. Sztuka była wystawiana na Brodwayu od grudnia 2017 do 18 sierpnia 2019.

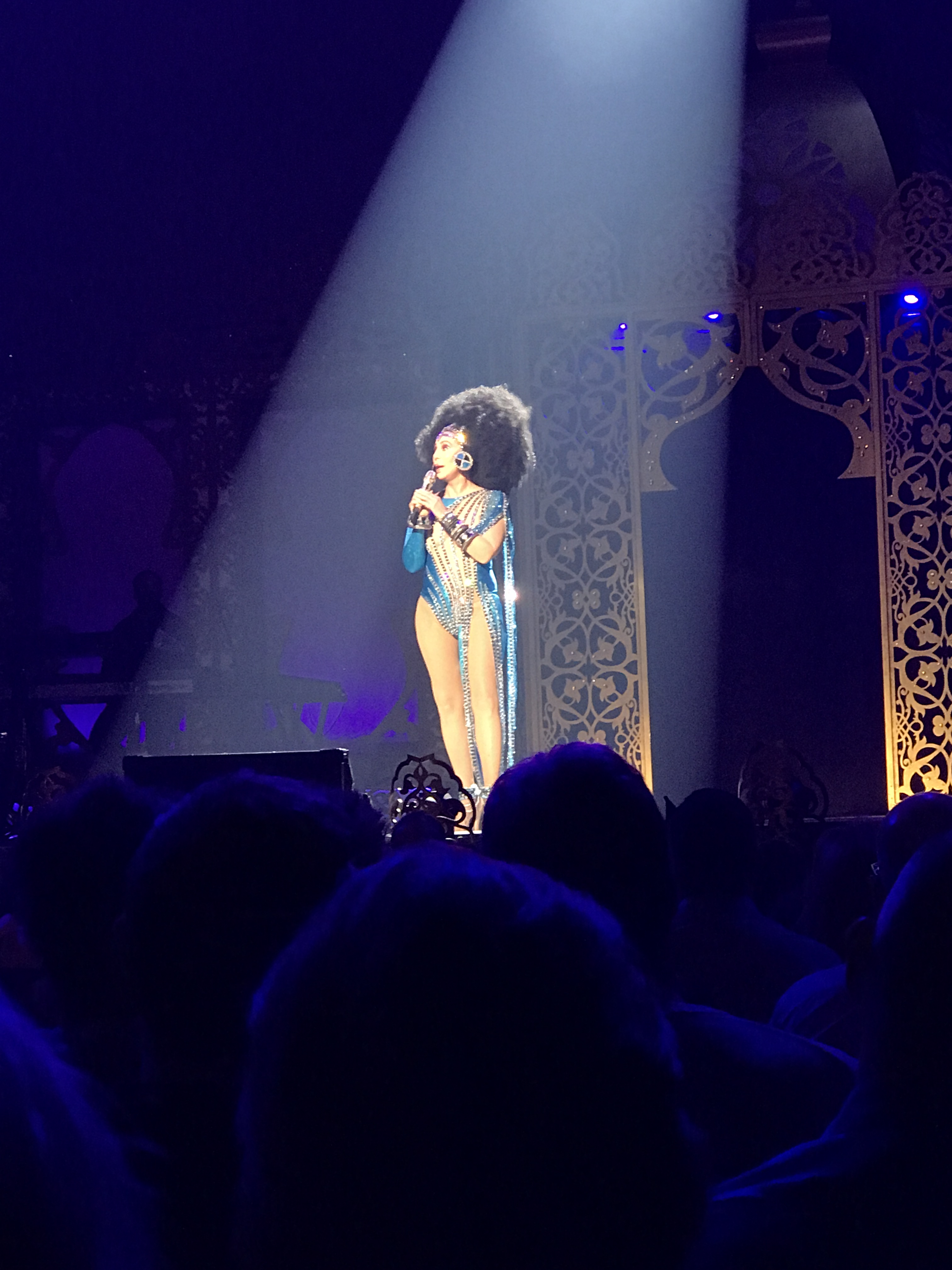
Cher podczas rezydentury Classic Cher, Las Vegas 2017

W 2017 powróciła z trzecią koncertową rezydenturą pt. Classic Cher, występując w Las Vegas, Oxon Hill oraz Atlantic City. Występy zostały zaprojektowane we współpracy z firmą AEG Live, odpowiedzialną za poprzednią rezydenturę Cher (2008–2011). Dzień po swoich 71 urodzinach otrzymała nagrodę Icon Award podczas ceremonii wręczania nagród Billboard Music Awards, gdzie wykonała utwory „If I Could Turn Back Time” oraz „Believe”. Był to pierwszy występ Cher na tej ceremonii od 15 lat. 7 października wystąpiła w Bogocie na konferencji poświęconej poszanowaniu praw zwierząt, gdzie wykonała utwór „Walls”.
W 2018 powróciła do kina, by wystąpić w musicalu Mamma mia: Here We Go Again!, pierwszym od 8 lat. Film koresponduje z historią zawartą w pierwszej części Mamma mia!. Premiera obrazu miała miejsce w Londynie 16 lipca 2017. Cher wystąpiła przed fotografami razem z Meryl Streep, którą ku zaskoczeniu widzów pocałowała, wywołując zainteresowanie mediów na całym świecie. Był to pierwszy film od 1983 roku (Silkwood), w którym zagrała razem ze Streep. Na potrzeby drugiej części musicalu zaśpiewała dwa utwory „Super Trouper” oraz „Fernando”, oba nagrane pierwotnie przez szwedzką grupę ABBA.
W dniu 4 marca 2018 była gościem specjalnym na paradzie równości w Sydney w Australii. Bilety na jej koncert sprzedały się w ciągu 3 godzin po tym, jak poinformowała o wydarzeniu za pośrednictwem mediów społecznościowych. 7 maja 2018 ogłosiła, że wyruszy w trasę koncertową Here We Go Again po Australii oraz Nowej Zelandii, która rozpoczęła się 26 września tego samego roku i zakończy się 5 grudnia 2020 w USA. Artystka powiedziała: „Moja wizyta podczas parady równości w Sydney przypomniała mi jak piękna i wyjątkowa jest Australia. Minęło 13 lat odkąd tam koncertowałam, więc pomyślałam: Zróbmy to jeszcze raz!”.

### od 2018: Nowe wydawnictwo muzyczneDancing Queeni ostatnie tournée

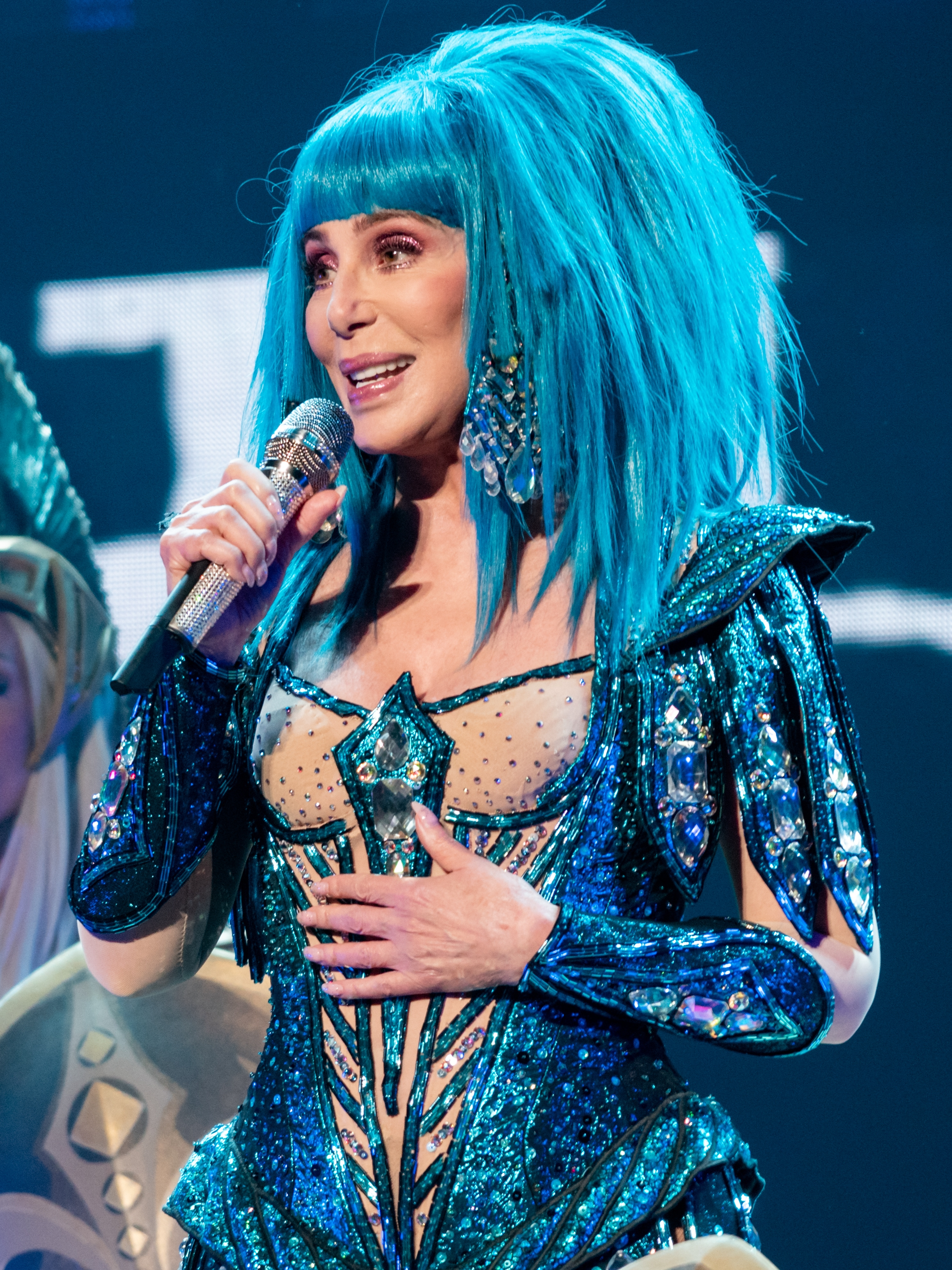
Cher wykonująca utwór „Strong Enough” podczas trasy koncertowej „Here We Go Again”, Londyn 2019

Podczas promocji Mamma Mia: Here We Go Again! poinformowała, że pracuje nad nowym, dwudziestym szóstym albumem, na którym będą covery zespołu ABBA. Premiera płyty Dancing Queen miała miejsce 28 września 2018 roku. Dnia 9 sierpnia opublikowany został pierwszy utwór „Gimme! Gimme! Gimme! (A Man After Midnight)”. Drugim singlem został utwór „SOS”, a trzecim „One of Us”. Recenzje krytyków były dla Cher bardzo przychylne. Brittany Spanos z Rolling Stone zauważyła, że „72-letnia odtwórczyni ABBY brzmi tak, jakby te utwory były napisane z myślą tylko o niej, co udowodniła w 2018 roku” Marc Snetiker z Entertainment Weekly określił Dancing Queen mianem „najbardziej autentycznego wydawnictwa Cher od 1998 roku” oraz stwierdził, że utwór „One of Us” kończący album, jest jednym z najlepszych nagrań od lat”. Wydawnictwo zadebiutowało na 3. miejscu Billboard 200, podobnie jak album Closer to the Truth (2013). W pierwszym tygodniu album sprzedał się w nakładzie 153 000 kopii w USA i tym samym stał się najlepiej sprzedającym wydawnictwem pop w 2018 oraz najbardziej udanym w karierze Cher od 1991. Dancing Queen zadebiutowało na pierwszym miejscu najlepszych albumów Billboard Top Sales, dzięki czemu stało się pierwszym albumem Cher, który dotarł do szczytowego miejsca na tym wykresie.
Na początku września 2018 ogłosiła, iż jej ostatnie światowe tournée Here We Go Again będzie kontynuowane w 2019 roku w USA oraz Europie. Za pośrednictwem Twittera przekazała, że przez następne lata będzie pracować nad albumem świątecznym, drugim albumem z utworami ABBA, biografii oraz autobiograficznym filmem. 2 grudnia 2018 Cher została odznaczona nagrodą Kennedy Center Honors za nadzwyczajny wkład w kulturę i sztukę. Podczas ceremonii wręczenia nagród podziękowania złożyli jej Cyndi Lauper wykonując utwór „If I could turn back time” oraz Adam Lambert wykonując utwór „Believe”. Na początku listopada 2019 wypuściła swoje autorskie perfumy „Cher Eau de Couture”, które powstawały cztery lata.
W styczniu 2020 magazyn Billboard ogłosił, iż Cher jest pierwszą kobietą w historii, która po ukończeniu 70 lat w ciągu jednego roku na trasie koncertowej zarobiła ponad 100 mln USD.
W marcu 2023 Cher ogłosiła powrót na scenę w Las Vegas w ramach rezydentury koncertowej, a następnie rozpoczęcie trasy koncertowej poza Stanami Zjednoczonymi.
W dniu 20 października 2023 miała miejsce premiera pierwszego świątecznego albumu artystki „Christmas”.
W 2024 Cher została wybrana do wprowadzenia do Rock and Roll Hall of Fame. Na ceremonii, która odbyła się 19 października Cher wykonała dwa utwory: „If I Could Turn Back Time” oraz „Believe” (w duecie z Dua Lipą).
W dniu 15 października 2024 Cher wystąpiła na pokazie mody Victoria's Secret Fashion Show.

## Artyzm

### Muzyka i głos

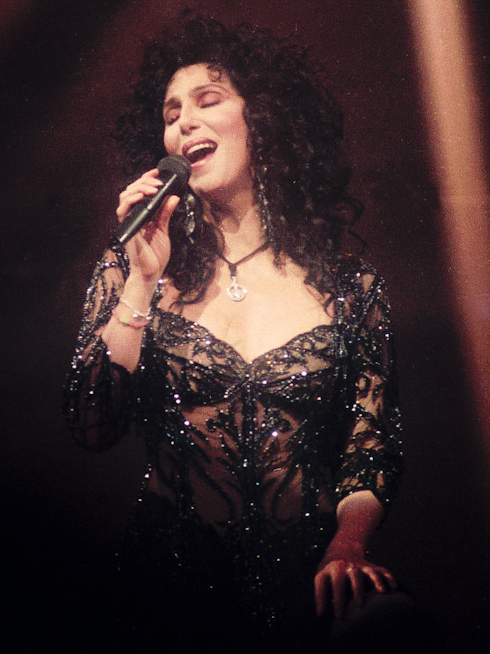
Cher wykonująca utwór „Take It To The Limit” podczas trasy koncertowej Heart of Stone, 1990

Cher w swojej karierze przybierała różne style muzyczne m.in.: folk rock, pop-rock, ballada, disco, new wave, rock, punk rock, pop oraz hip-hop. Jej muzyka koncentruje się przede wszystkich na zagadnieniach związanych z doświadczaniem bólu serca, niezależnością, emancypacją kobiet, kreując tym samym wizerunek „samotnej kobiety ze złamanym sercem, ale silnej i zdecydowanej”. Phill Marder z magazynu Goldmine twierdził, iż Cher „prawie bezbłędnie” wybierała w swojej solowej karierze utwory, co uczyniło ją znaną piosenkarką rockową, znacznie przewyższając osiągnięcia duetu Sonny & Cher. Wiele wykonywanych przez nią piosenek zostało skomponowanych przez niezależnych autorów. Jedynym albumem, który został w pełni napisany przez Cher jest krążek Not.com.mercial z 2000 roku, nawiązujący swoim stylem do lat 70.
Wiele z jej wczesnych utworów dotyczyło spraw kontrowersyjnych takich jak: rozwód, prostytucja, nieplanowane ciąże nieletnich, aborcja i rasizm. Ze względu na specyficzny wydźwięk, piosenka „The Way of Love” z 1972 była interpretowana na różny sposób. Pierwsza interpretacja dotyczyła miłości jednej kobiety do drugiej; inna natomiast odnosiła się do końca związku kobiety z homoseksualnym mężczyzną, którego owa kobieta darzy miłością. Umiejętność śpiewania zarówno kobiecych, jak i męskich tonów pozwalała jej interpretować utwory w sposób androgyniczny oraz neutralny płciowo. Cechuje się głosem typu kontralt; jest mocny nawet na najwyższych tonach, ciemny i tajemniczy. Nicholas E. Tawa określił go mianem „mocnego, głębokiego i drżącego”.
W utworze „Believe” z 1998 Cher ma elektroniczny głos zaprogramowany dzięki funkcji Auto-Tune, pierwotnie przeznaczonej do ukrycia lub skorygowania niedoskonałości wokalnych w nagraniach muzycznych. Po sukcesie piosenki, technika ta stała się znana powszechnie jako „Efekt Cher” i od tego czasu jest szeroko stosowana w muzyce popularnej. Cher nadal używa Auto-Tune, co słychać szczególnie na albumach Living Proof (2001), Closer to the Truth (2013) oraz Dancing Queen (2018).
W wywiadzie udzielonym w 2013 Cher analizowała, jak bardzo jej głos ewoluował w trakcie trwania kariery. Stwierdziła, że przez te wszystkie lata stał się silniejszy i bardziej elastyczny. Wzbudziło to w niej zdziwienie i gdyby nie praca z nauczycielami wokalnymi, jej głos uległby znacznej zmianie. W gazecie Toronto Sun oświadczyła, że: „To jest takie dziwaczne, ponieważ ludzie w moim wieku tracą zdolność do śpiewania wysokich tonów, ale ja nie, więc jest to dosyć szokujące”.

### Filmy, teledyski i występy na żywo

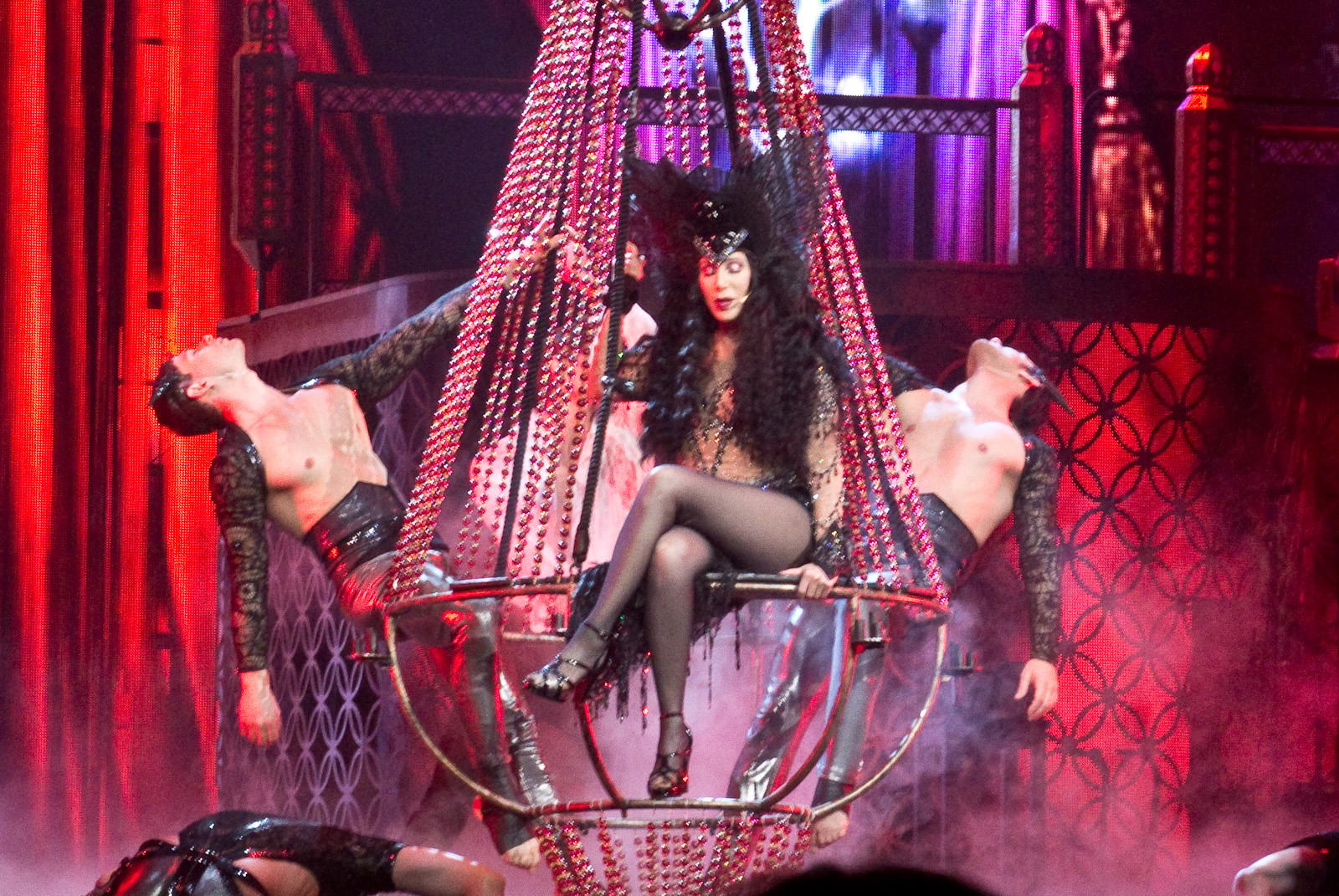
Cher podczas trasy koncertowej Dressed to Kill, 2014

Barbara Wickens z magazynu Macleana napisała, że „Cher stała się prawdopodobnie najbardziej fascynującą gwiazdą filmową swojego pokolenia, [ponieważ] udało się jej od razu śmiało szokować i jednocześnie pozostawać zagadkową”. Jeff Yarbrough z magazynu The Advocate stwierdził, iż Cher była „jedną z pierwszych supergwiazd, która zagrała lesbijkę z pełnym wczuciem się w swoją rolę i bez cienia stereotypów”, co też miało miejsce w filmie z 1983 Silkwood.
Autorka Yvonne Tasker w swojej książce Working Girls: Gender and Sexuality in Popular Cinema (2002), zauważyła, że role filmowe Cher często odzwierciedlają jej publiczny wizerunek jako zbuntowanej, seksualnie autonomicznej i wykreowanej przez siebie kobiety. W granych filmach wielokrotnie występuje jako społeczny pośrednik dla pozbawionych praw mężczyzn takich jak: ofiara dysplazji czaszki w Masce (1985), niemy weteran Liam Neeson w Podejrzanym (1987) oraz Nicolas Cage społecznie odizolowany piekarz w filmie Wpływ księżyca (1987). W przypadku tego ostatniego filmu Cher zajęła 1. miejsce na liście Billboard „The 100 Best Acting Perfomances” jako muzyk grający w filmach, a jej występ opisano jako „standard, do którego należy odnosić wszystkie inne role”. Moonstruck został uznany przez American Film Institute za ósmą najlepszą komedią romantyczną wszech czasów.
Cher zajęła 17. miejsce na liście VH1 „50 największych kobiet epoki wideo”. Materiał wideo z 1980 do utworu „Hell on Wheels” jest pierwszym z takiego rodzaju teledysków w historii, które są nagrywane współcześnie. Za „kontrowersyjny” został uznany jej występ na okręcie marynarki wojennej, siedzącej okrakiem na dziale armatnim i noszącej rzemień, który odsłonił jej wytatuowane pośladki. Teledysk do utworu z 1989 „If I could turn back time” jest pierwszym, który w historii telewizji MTV został zbanowany. „Jej publiczny wizerunek ma silne odzwierciedlenie w teledyskach i występach na żywo, w których wielokrotnie ukazuje swoją figurę, stale poszukując doskonałości kobiecego ciała”, napisała Tasker.

## Wizerunek publiczny

### Moda

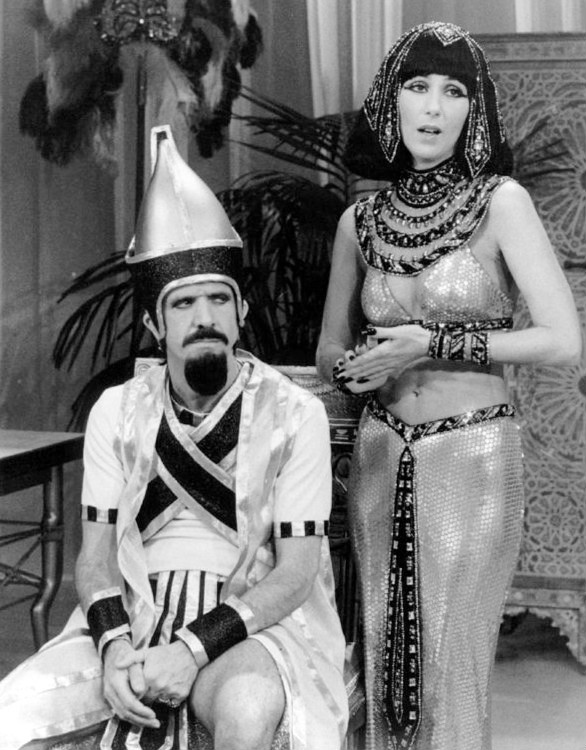
Cher pokazująca pępek w trakcie trwania egipskiego skeczu w programie „The Sonny & Cher Show”, 1977

Magazyn Time określił Cher mianem „zjawiska kulturowego [które] na zawsze zmieniło sposób, w jaki spostrzegamy modę celebrytów”. Cher pojawiła się jako popularyzatorka mody na początku lat 60. XX wieku, promując „modę hipisowską ze spodniami-dzwonami, chustami oraz tunikami inspirowanymi Cherokee”. Pracę profesjonalnej modelki rozpoczęła w 1967, stając przez obiektywem Richarda Avedona po tym, jak redaktorka magazynu „Vogue” Diana Vreeland odkryła ją na imprezie urodzinowej Jacqueline Kennedy tego samego roku. Avedon jest autorem słynnego zdjęcia nagiej Cher w zroszonej i opierzonej sukni zaprojektowanej przez Boba Mackiego, które finalnie trafiło na okładkę magazynu Time w 1975. Brooke Mazurek z magazynu Billboard określiła styl przedstawiony na zdjęciu jako „jeden z najbardziej monumentalnych stylów wszech czasów”. Cher po raz pierwszy pojawiła się w tej sukni publicznie na Gali MET w 1974. Jak stwierdził André Leona Talleya z magazynu „Vogue”: „To był naprawdę pierwszy raz, kiedy w Hollywood pojawiła się gwiazda Hollywood i to wszystko zmieniło. Nadal wszyscy widzimy wersje tego stylu na czerwonym dywanie Gali MET 40 lat później. [Cher] wszystko to zapoczątkowała”. Billboard napisał, iż Cher „zmieniła modę i stała się jedną z najbardziej wpływowych ikon stylu w historii czerwonego dywanu”.
Na skutek popularności swoich programów telewizyjnych z lat 70., Cher stała się symbolem seksu, dzięki swoim pomysłowym i odsłaniającym ciało strojom zaprojektowanym przez Boba Mackiego, stale przy tym walcząc z cenzorami o prawo do odsłonięcia pępka. Chociaż Cher błędnie została uznana za pierwszą kobietę, która odsłoniła pępek w telewizji (wcześnie zrobiły to np. Nichelle Nichols, BarBara Luna, a także Diana Ewing w serialu telewizyjnym Star Trek z lat 60. XX wieku), to była bardziej widoczna od momentu ustanowienia amerykańskiego kodeksu praktyk dla nadawców telewizyjnych w 1951, który zakazał pokazywania pępka w telewizji. Ludzie określali Cher „pionierką pięknego brzucha”. W 1972 po tym jak pojawiła się na corocznej liście „najlepiej ubranej kobiety” Bob Mackie powiedział: „Nie było takiej dziewczyny jak Cher od czasów Dietrich i Garbo. Jest gwiazdą mody, która przemawia do ludzi w każdym wieku”.
W maju 1999, po tym jak Rada Projektantów Mody Ameryki (CFDA) przyznała Cher nagrodę za jej wpływ na kształtowanie mody, Robin Givhan z magazynu Los Angeles Times nazwała ją „wizjonerką mody” za „wprowadzenie do współczesności kanonu ubierania się”. Stwierdziła ponadto iż „zdobyła szturmem przemysł modowy, wzbogacając go o swoje pochodzenie etniczne, ozdoby i seksapil”. Magazyn „Vogue” ogłosił Cher „ulubionym wyznacznikiem trendów w modzie”, dodając, „że [ona] ustanowiła dziś podwaliny dla gwiazd muzyki pop oraz celebrytów”. Alexander Fury z The Independent określił Cher jako „największą ikonę mody”, wskazując jak jej styl wpłynął na sposób ubierania się Beyoncé, Jennifer Lopez i Kim Kardashian, dodając na końcu, że „one wszystkie ukończyły szkołę Cher, bo chcą odnieść dokładnie takim sam sukces jak ona”.

### Wygląd fizyczny

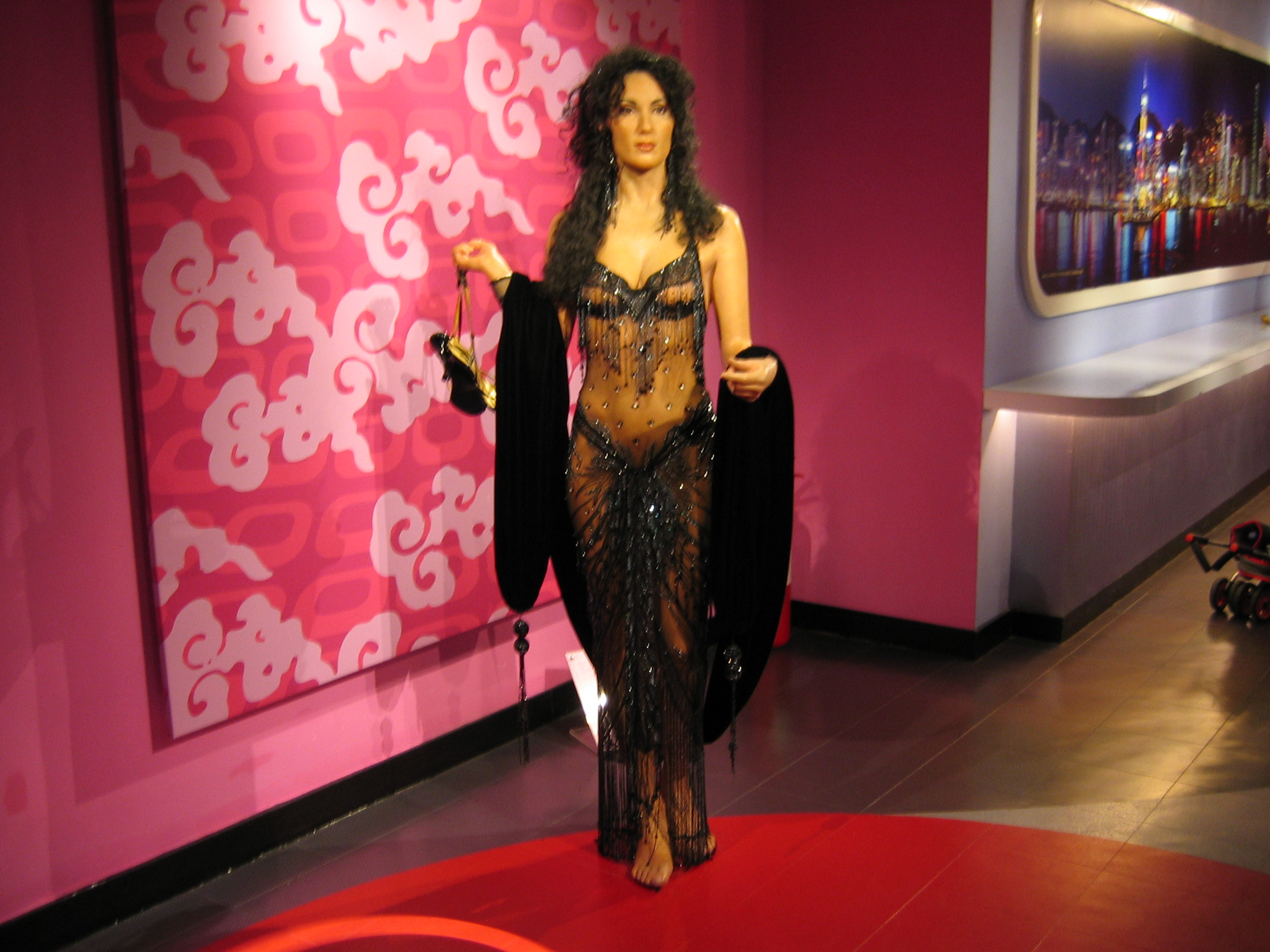
Figura woskowa przedstawiająca Cher w Muzeum Figur Woskowych Madame Tussauds w Londynie.

Cher zwróciła uwagę mediów na swój wygląd fizyczny – szczególnie na młodzieńczy wygląd i tatuaże. Dziennikarze bardzo często okreslali ją mianem „dziewczyny z plakatu”, reklamującą chirurgię plastyczną. Autor Grant McCracken w swojej książce „Transformations: Identity Construction in Contemporary Culture” przedstawił analogię pomiędzy operacjami plastycznymi a przemianami w jej karierze: „Jej zmiany chirurgiczne nie są jedynie kosmetyczne. One są hiperboliczne, esktremalne i wręcz przesadne... Cher podjęła się transformacji, która jest nieodwracalna”. Caroline Ramazanoglue autorka książki „Up Against Foucault: Explorations of Some Tensions Between Foucault and Feminism” napisała, że „operacje Cher stopniowo niwelowały jej silny i zdecydowanie etniczny wygląd na bardziej symetryczną, delikatną i zawsze młodą wersję kobiecej urody. Jej obecny wizerunek jest teraz standardem, w stosunku, do którego inne kobiety będą stale dążyć, poprawiając siebie”.
Cher miała sześć tatuaży. Pierwszy z nich zrobiła w 1972. Pod koniec lat 90. poddała się laseroterapii w celu ich usunięcia. W 1992 Muzeum Figur Woskowych Madame Tussauds uhonorowano Cher jako jedną z pięcu „najpiękniejszych kobiet historii”, tworząc naturalnej wielkości posąg woskowy. W 2002 zajęła 26. miejsce na liście VH1 „100 najseksowniejszych artystów”.

### Ikona gejów
Cher zyskała uznanie społeczności gejowskiej nie tylko ze względu na swoją muzykę, ale także z powodu zamiłowania do ekstrawaganckich kostiumów i skórzanych elementów. Stała się ulubioną postacią do naśladowania podczas występów drag queens i była jedną z pierwszych artystek, która zatrudniła dwie drag queen jako tancerki podczas swojej pierwszej rezydentury w Las Vegas w 1979.
Jej syn Chastity Bono w wieku 17 lat ujawnił się jako lesbijka, a wiele lat później jako transseksualny (heteroseksualny) mężczyzna. Kiedy Cher zaakceptowała swojego syna, zdała sobie sprawę, że „nie ma on(a) (był jeszcze wtedy przed tranzycją i figurował jako kobieta), podobnie jak inne osoby LGBT, takich samych praw jak wszyscy [i] uważała, że to niesprawiedliwe”. Cher jawiła się już nie tylko jako ikona wśród osób homoseksualnych, ale także jak wzór do naśladowania dla innych rodziców, którzy mają homoseksualne, biseksualne lub transpłciowe dzieci. W 1997 stała się głównym mówcą na krajowej konwencji Rodziców, Rodzin i Przyjaciół Gejów i Lesbijek (PFLAG). Długowieczność kariery muzycznej Cher przypisywana jest bardzo często gejom. Wiliam J. Mann autor książki „Gay Pride: A Celebration of All Things Gay and Lesbian” stwierdził, że: „W wieku 60 lat będziemy tańczyć do 90-letniej Cher. Sami zobaczycie”.
W wywiadzie dla GLAAD przez premierą Mamma Mia! Here We Go Again ujawniła, że po raz pierwszy poznała gejów, gdy miała 12 lat i mieszkała ze swoją matką Georgią Holt. Wspomina: „Wróciłam do domu ze szkoły, a tych dwóch gości było w naszym salonie. Rozmawiali z moją mamą i jej najlepszą przyjaciółką. Byli bardzo szczęśliwi i podekscytowani wszystkim, o czym rozmawiali”. Dalej dodała, że ich energia i ogólny entuzjazm był tak zaraźliwy, że zaczęła ich naśladować od najmłodszych lat. „Pomyślałam: ci faceci są o wiele bardziej zabawni od zwykłych mężczyzn, którzy przychodzą na odwiedziny. Nie wiedziałam, że są gejami, ale byli naprawdę wspaniali. Od tego się wszystko zaczęło”.

## Pozostała działalność

### Filantropia
Pierwsze inicjatywy filantropijne Cher koncentrowały się na zwiększeniu dostępu do badań medycznych osób osadzonych w więzieniach, eliminacji ubóstwa, poprawie życia weteranów wojennych i dzieci znajdujących się w trudnych sytuacjach z powodów losowych. Cher jest założycielką fundacji charytatywnej, która wspiera międzynarodowe projekty takie jak: Intrepid Fallen Heroes Foundation, Operation Helmet oraz Children’s Craniofacial Association.

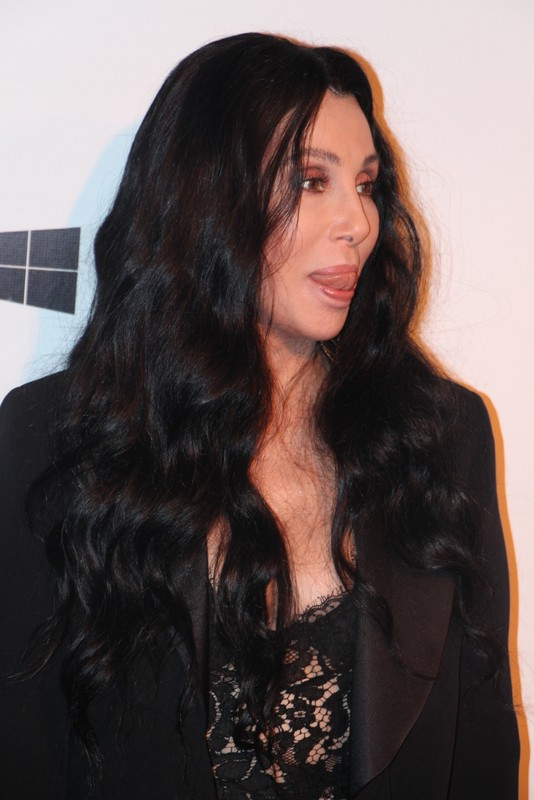
Cher na konwencji zorganizowanej przez amfAR, 2015

Na początku lat 90. Cher przekazała darowiznę, a następnie pełniła funkcję rzecznika prasowego i honorowego prezesa fundacji Children’s Craniofacial Association, której misją jest „dawanie nadziei i niesienie pomocy dzieciom ze zniekształconymi twarzami oraz wspieranie ich rodzin”. Co roku w USA odbywa się konwencja „Cher’s Family Retreat”, która gromadzi pacjentów ze zdeformowanymi twarzami oraz ich rodziny. Ponadto Cher w ramach swojej działalności medialnej wspiera i promuje amerykańską fundację Get A-Head Charitable Trust, zajmującą się poprawą jakości życia pacjentów z chorobami głowy i szyi.
Cher jest również pomysłodawczynią i międzynarodowym rzecznikiem fundacji Keep a Child Alive, która dąży do zwiększenia nakładów na leczenie AIDS za pomocą leków retrowirusowych zarówno dzieci, jak i ich rodziny, zmagające się z wirusem HIV. W 1996 na Festiwalu Filmowym w Cannes zorganizowała wraz z Elizabeth Taylor wydarzenie amfAR – AIDS Research Foundation. Organizacja ta przyznała Cher w 2015 specjalną nagrodę za „jej gotować i umiejętność wykorzystania sławy dla wspólnego dobra” oraz „za bycie jednym z wielkich liderów w walce z AIDS”.
Wielokrotnie w swoim życiu Cher była głosem wsparcia dla amerykańskich żołnierzy i weteranów. Przekazała darowiznę na rzecz organizacji Operation Helmet, która zapewnia bezpłatne hełmy dla żołnierzy w Iraku i Afganistanie. Ponadto w ramach fundacji Intrepid Fallen Heroes zajmuje się finansowaniem leczenia i najważniejszych potrzeb życiowych żołnierzy rannych podczas operacji wojskowych na Bliskim Wschodzie. W 1993 uczestniczyła w akcji humanitarnej w Armenii, przekazując żywność i lekarstwa dla regionów rozdartych wojną.
Za pośrednictwem organizacji Habitat for Humanity była zaangażowana w budownictwo mieszkaniowe, a także pełniła funkcję honorowego przewodniczącego inicjatywy „Raise a Roof”, która wspiera eliminację mieszkań niezapewniających godnego życia. W 2007 była głównym sponsorem wiejskiej szkoły w Ukundzie w Kenii, która zapewnia pożywienie, lekarstwa, edukację oraz zajęcia pozalekcyjne dla ponad 300 sierot i dzieci w trudnej sytuacji życiowej w przedziale wiekowym od 2 do 13 lat. Przekazane przez nią wsparcie doprowadziło do nabycia przez szkołę gruntów na wyłączność wraz z zapleczem dla lokalnej społeczności. We współpracy z organizacją Malaria No More pilotowała wysiłki na rzecz wyeliminowania śmiertelności i zachorowalności na malarię u dzieci, ich rodziców oraz pozostałej ludności zamieszkującej na tym samym obszarze. W 2016 w wyniku kryzysu związanego z zanieczyszczeniem wody we Flint w stanie Michigan, Cher podarowała miastu 180 000 butelek oczyszczonej wody.

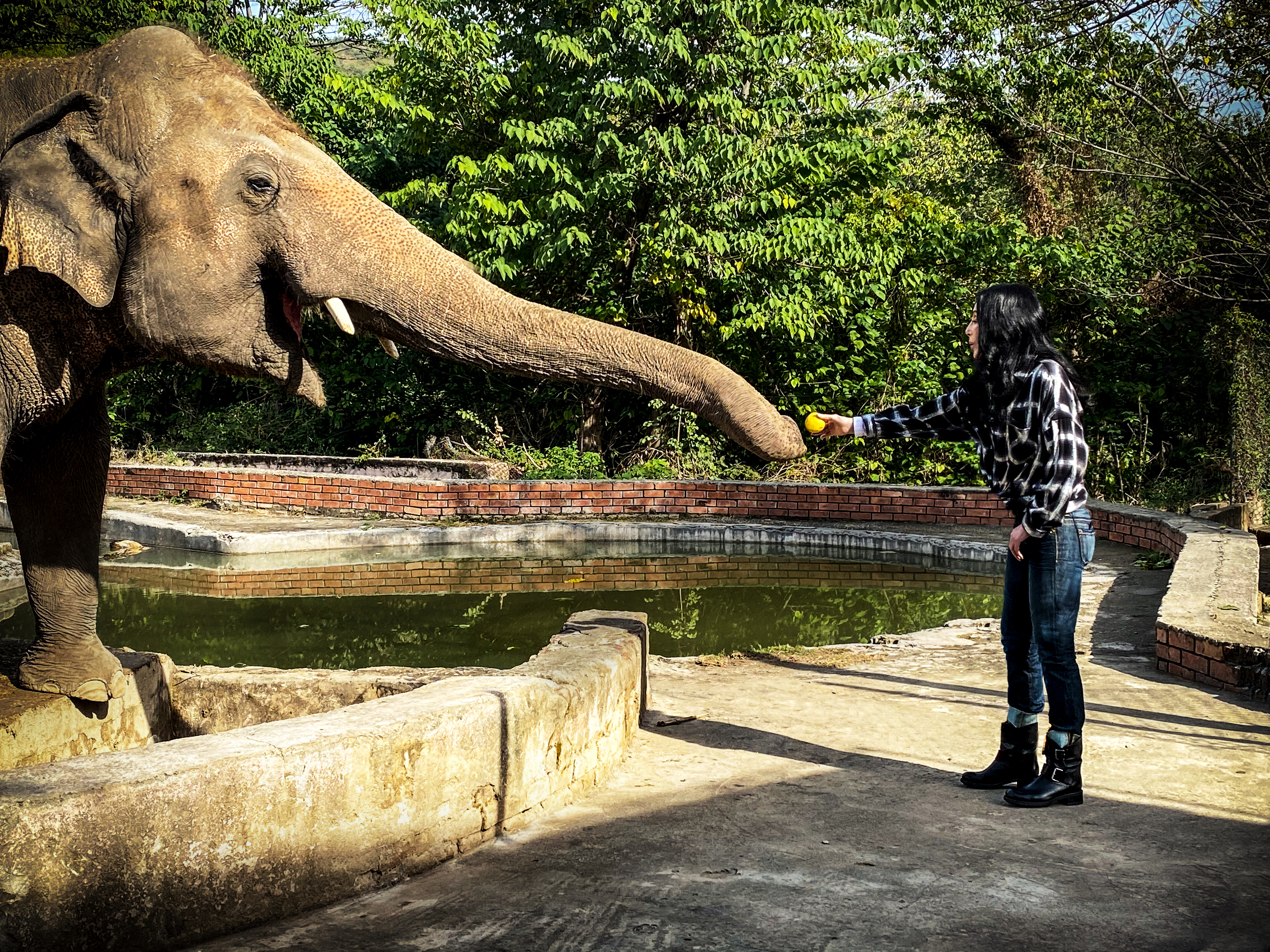
Cher odwiedzająca słonia Kaavana w zoo na terenie Islamabadu w Pakistanie, listopad 2020

Równie wielką troskę Cher wykazuje zwierzętom wziętym w niewolę. W 2013 wyraziła zaniepokojenie stanem niedźwiedzia polarnego w zoo w Argentynie i opowiedziała się za jego uwolnieniem, oskarżając prezydent Cristinę Fernández za zaistniałą sytuację. Niedługo po tym niedźwiedź zmarł w niewoli. W 2014 wezwała do uwolnienia słonia „Billy’ego”, który był w niewoli od ponad 30 lat i zmagał się z problemami zdrowotnymi. Cher wraz z innymi artystami zebrali pół miliona dolarów na jego uwolnienie, jednakże zoo odmówiło jego wydania. Wielokrotnie za pośrednictwem mediów atakowała firmę SeaWorld, której zarzuciła torturowanie i uśmiercanie zwierząt morskich. W 2017 ogłosiła utworzenie kampanii społecznej #FreeTheWild, poświęconej odbudowie dzikiej przyrody i ochronie zwierząt przed nadużyciami, które zostały wprowadzone w czasie światowego szczytu młodzieży, odbywającego się w Bogocie w Kolumbii. Tam też wykonała utwór „Walls” traktujący o poszanowaniu praw zwierząt.
W listopadzie 2020 roku Cher dołączyła do międzynarodowej organizacji Four Paws, a następnie udała się w podróż do Pakistanu w celu podjęcia współpracy z rządem tego państwa na rzecz polepszenia dobrostanu słonia Kaavana, określanego mianem „najbardziej samotnego słonia świata”, który przebywał w zamkniętym zoo przez 35 lat. W swoich staraniach dążyła, aby został przeniesony do rezerwatu dzikiej przyrody w Kambodży. W kwietniu 2021 telewizja Paramount+ udostępniła film dokumentalny „Cher and the Loneliest Elephant”, szczegółowo przedstawiający misję Cher, mającą na celu uwolnienie słonia Kaavana z zamkniętego zoo.

### Polityka

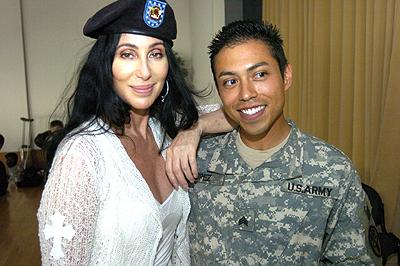
Cher podczas odwiedzin w Landstuhl Regional Medical Center, które opiekuje się żołnierzami rannymi podczas wojny w Iraku i Afganistanie, 12 lipca 2006

Chociaż Cher nigdy nie deklarowała się jako członkini Partii Demokratycznej, to często uczestniczyła w wydarzeniach i konwencjach organizowanych przez tę partię. Od lat upublicznia swoje poglądy na temat amerykańskiej polityki, wyrażając dystans względem ruchu konserwatywnego. W wywiadzie dla „Vanity Fair” Cher krytykowała różne kwestie polityczne, w tym republikańskich polityków m.in. Sarah Palin czy Jan Brewer. Podczas wyborów prezydenckich w 2000 media podały, iż „Cher zrobi wszystko, aby Bush nie dotarł do urzędu”. Później sama powiedziała: „Jeżeli jesteś czarny w tym kraju, jeżeli jesteś kobietą w tym kraju, jeżeli należysz do mniejszości w tym kraju, to co skłania cię do głosowania na republikanów? Nie będziesz mieć żadnych praw”. Dalej dodała: „Nie lubię Busha. Nie ufam mu. On jest po prostu głupi”.
27 października 2003 anonimowo skontaktowała się z C-SPAN podczas trwającego na żywo programu, aby opowiedzieć o jednej ze swoich wizyt w Walter Reed Army Medical Center w Waszyngtonie. Skrytykowała media i rząd za niepoświęcenie uwagi żołnierzom rannym w walkach. 30 maja 2006 w Dzień Pamięci zadzwoniła do programu Washington Journal i poinformowała, że wsparła program zakupu hełmów dla żołnierzy walczących na froncie. Tego samego roku opowiedziała się przeciwko wojnie w Iraku, wyrażając chęć podróży do Bagdadu, gdy zajdzie taka możliwość.
Aktywnie wspierała kandydaturę Hillary Clinton w wyścigu po nominację prezydencką Partii Demokratycznej. Po tym, jak Barack Obama wygrał nominację, wsparła jego kandydaturę w radiu i programach telewizyjnych. Jednakże w wywiadzie dla „Vanity Fair” w 2010 stwierdziła, że „Clinton wykonałaby lepszą robotę”, ale „akceptuje w zupełności fakt, że wygrał jej konkurent”. Podczas wyborów prezydenckich w 2012 w Stanach Zjednoczonych Cher wraz z Kathy Griffin opublikowały wideo zatytułowane „Nie pozwól Mittowi cofnąć praw kobiet”. Artystki skrytykowały Mitta Romneya za udzielenie poparcia Richardowi Mourdock, jako kandydatowi do Senatu USA, który sugerował, że ciąże będące następstwem gwałtu są „częścią planu bożego”.

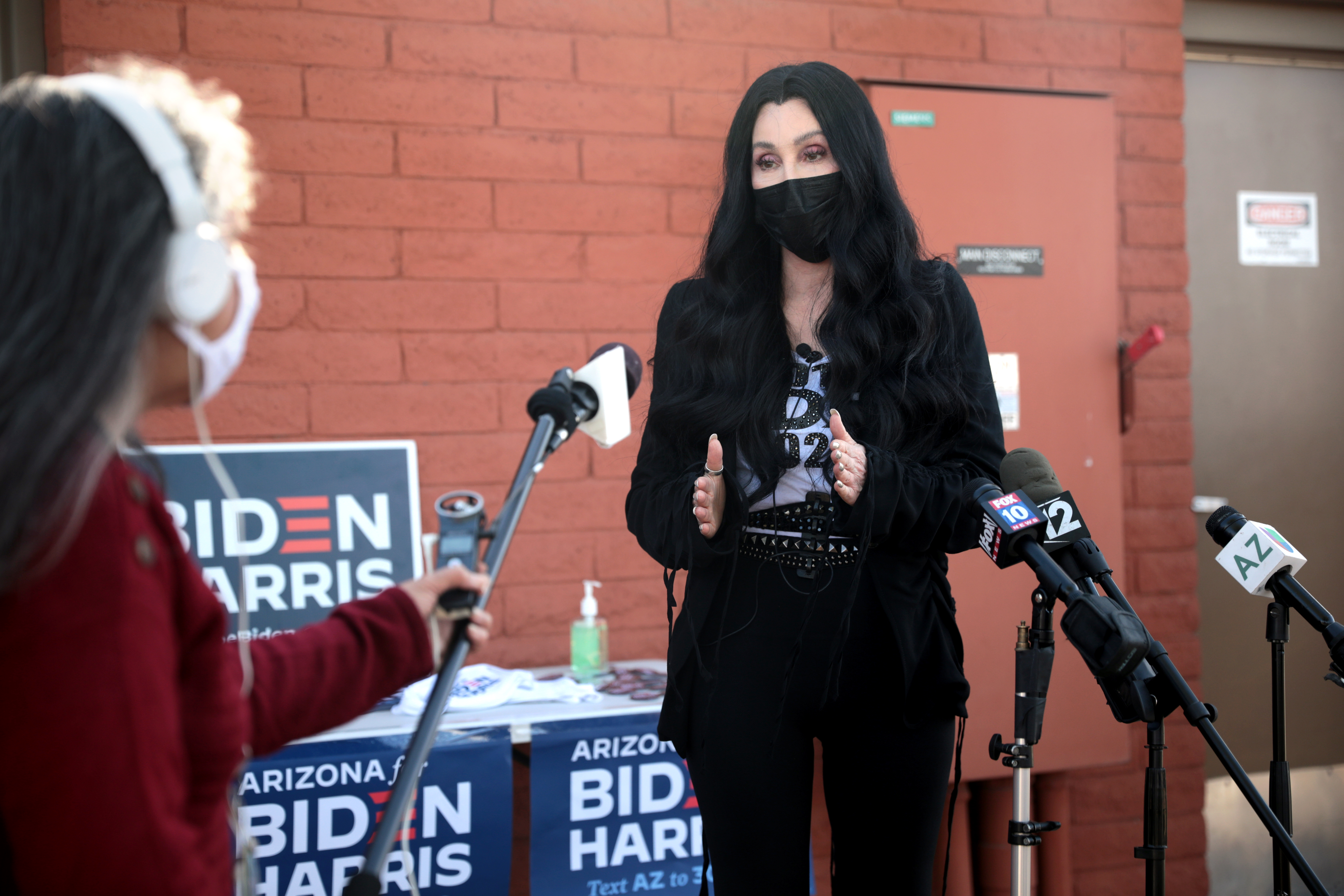
Cher prowadząca kampanię na rzecz kandydata Partii Demokratycznej Joego Bidena w Arizonie, 25 października 2020

We wrześniu 2013 odrzuciła zaproszenie do wystąpienia na ceremonii otwierającej Zimowe Igrzyska Olimpijskie 2014 z powodu kontrowersyjnego ustawodawstwa antygejowskiego, które wprowadzały władze Federacji Rosyjskiej. W czerwcu 2015 kiedy Donald Trump ogłosił kandydaturę na prezydenta, opublikowała serię krytycznych komentarzy na Twitterze, stwierdzając, że „karą dla Donalda Trumpa jest sam Donald Trump”. Po jego wygranej w wyborach prezydenckich za pośrednictwem mediów opublikowała zdjęcie Donalda Trumpa przedstawiającego go za kratami więzienia, za co została przez niego zablokowana na portalu internetowym Twitter. W październiku 2018 po zwycięstwie w wyborach prezydenckich w Brazylii Jaira Bolsonaro, Cher określiła go „świnią” i „politykiem z piekła rodem”, a następnie dodała, że „Bolsonaro powinien spędzić resztę swojego życia w więzieniu”.
W 2020 zaangażowała się w kampanię prezydencką kandydata Partii Demokratycznej Joego Bidena. 25 października pojechała do Nevady oraz Arizony, gdzie prowadziła kampanię wyborczą na jego rzecz. Podczas pobytu w Las Vegas wykonała utwór „Walking in Memphis” oraz „Believe” w Phoenix. 26 października wystąpiła na konwencji online zorganizowanej przez Partię Demokratyczną, gdzie wykonała utwór „Happiness Is Just A Thing Called Joe”. W tym samym miesiącu opublikowała na Twitterze informacje wspierające Armenię w wojnie z Azerbejdżanem. Stwierdziła: „Jesteśmy po stronie ludu Armenii [i] wzywamy naszych przywódców w Waszyngtonie do prowadzenia wytrwałej i rygorystycznej dyplomacji niezbędnej do zaprowadzenia pokoju w regionie Arcach”. Po wygranej Joego Bidena w wyborach prezydenckich na portalu Twitter opublikowała post sugerujący, że Donald Trump po zakończeniu swojej kadencji powinien trafić do więzienia.
Po rozpoczęciu rosyjskiej inwazji na Ukrainę, w lutym 2022 publicznie wsparła naród ukraiński. Za pośrednictwem swojego konta na Twitterze wielokrotnie poruszała kwestię tego konfliktu zbrojnego, apelując jednocześnie o udzielenie Ukrainie wsparcia humanitarnego i wojskowego. W marcu 2022 ogłosiła, że udzieli w swoim domu schronienia ukraińskim uchodźcom. Wcześniej, 23 lutego 2022, Cher nazwała Władimira Putina despotą, który dąży do przywrócenia Związku Radzieckiego.

## Dyskografia
Albumy studyjne
- 1965: All I Really Want To Do
- 1966: The Sonny Side of Chér
- 1966: Chér
- 1967: With Love, Chér
- 1968: Backstage
- 1969: 3614 Jackson Highway
- 1971: Gypsys, Tramps & Thieves
- 1972: Foxy Lady
- 1973: Bittersweet White Light
- 1973: Half-Breed
- 1974: Dark Lady
- 1975: Stars
- 1976: I’d Rather Believe in You
- 1977: Cherished
- 1979: Take Me Home
- 1979: Prisoner
- 1980: Black Rose
- 1982: I Paralyze
- 1987: Cher
- 1989: Heart of Stone
- 1991: Love Hurts
- 1995: It’s a Man’s World
- 1998: Believe
- 2000: Not.com.mercial
- 2001: Living Proof
- 2013: Closer to the Truth
- 2018: Dancing Queen
- 2023: Christmas

Kompilacje
- 1968: Cher’s Golden Greats
- 1974: Greatest Hits
- 1992: The Greatest Hits 1965–1992
- 1999: If I Could Turn Back Time: Cher’s Greatest Hits
- 1999: The Greatest Hits
- 2003: The Very Best of Cher
- 2005: Cher Gold
- 2024 Forever

## Trasy koncertowe
Trasy koncertowe
- Cher in Concert (1979–1982)
- Heart of Stone Tour (1990)
- Love Hurts Tour (1991–1992)
- Do You Believe? Tour (1999–2000)
- Living Proof: The Farewell Tour (2002–2005)
- Dressed to Kill Tour (2014)
- Here We Go Again Tour (2018–2020)

Rezydentury koncertowe
- A Celebration at Caesars Palace (1979–1982)
- Cher (2008–2011)
- Classic Cher (2017–2020)

## Filmografia
- 1965: Wild on the Beach
- 1967: Dobre czasy
- 1969: Chastity
- 1982: Come Back to the Five and Dime, Jimmy Dean, Jimmy Dean
- 1983: Silkwood
- 1985: Maska
- 1987: Podejrzany
- 1987: Czarownice z Eastwick
- 1987: Wpływ księżyca
- 1990: Syreny
- 1992: Gracz
- 1994: Prêt-à-Porter
- 1996: 20 lat... i ani dnia dłużej
- 1996: Gdyby ściany mogły mówić
- 1999: Herbatka z Mussolinim
- 2003: Skazani na siebie
- 2010: Burleska
- 2011: Heca w zoo
- 2018: Mamma Mia: Here We Go Again!

## Nagrody i nominacje
- 1974: Złoty Glob – Sonny and Cher Comedy Hour: najlepsza aktorka w serialu komediowym
- 1983: Złoty Glob (nominacja) – Wróć, Jimmy Dean: najlepsza aktorka drugoplanowa
- 1984: Złoty Glob – Silkwood: najlepsza aktorka drugoplanowa
- 1984: Oscar (nominacja) – Silkwood: najlepsza aktorka drugoplanowa
- 1985: Cannes – Maska: najlepsza aktorka
- 1986: Złoty Glob (nominacja) – Maska: najlepsza aktorka w dramacie
- 1987: Złoty Glob – Wpływ księżyca: najlepsza aktorka komediowa
- 1988: Oscar – Wpływ księżyca: najlepsza aktorka
- 1989: BAFTA (nominacja) – Wpływ księżyca: najlepsza aktorka
- 1997: Złoty Glob (nominacja) – Gdyby ściany mogły mówić: najlepsza aktorka drugoplanowa w serialu
- 2011: Złoty Glob – Burleska: najlepszy utwór muzyczny „You Haven’t Seen the Last of Me”